# 第2次インティファーダ
第2次インティファーダ（阿: الانتفاضة الثانية, al-Intifāḍa al-Thāniya, アル＝インティファーダ・アッ＝サーニヤ; ヘブライ語: האינתיפאדה השנייה Ha-Intifāda ha-Shniya）またはアル＝アクサ インティファーダ（阿: انتفاضة الأقصى, Intifāḍat al-Aqṣā, インティファーダト・アル＝アクサー） は、イスラエルに対するパレスチナの蜂起である。

## 概要
イスラエルとパレスチナの和平を目指した2000年7月の会談で最終合意に失敗したことが引き金とされ、イスラエルのアリエル・シャロンが神殿の丘に挑発的に訪問したことで同年9月に勃発した。訪問自体は平和的なものだったが、予想された通り、抗議や暴動が起こり、イスラエル警察がゴム弾や催涙ガスで鎮圧した。
戦闘員だけでなく民間人にも多数の死傷者が出た。イスラエルは銃撃、標的殺害、戦車攻撃と爆撃で戦い、パレスチナは自爆攻撃、投石、銃撃、ロケット攻撃で対抗した。非暴力的だった第1次インティファーダと対照的に、パレスチナの自爆攻撃が際立った特徴だった。戦闘員と民間人を含めた死者数は推定でパレスチナ3,000人、イスラエル1,000人、外国人64人とされる。
第2次インティファーダは、多くの場合、2005年2月8日のシャルム・エル・シェイク会談を以て終結したとされる パレスチナのマフムード・アッバースとイスラエルのアリエル・シャロンが、パレスチナ側がイスラエルに対するすべての暴力行為を止め、イスラエルは パレスチナに対するすべての軍事行動を終わらせることに合意し、また 中東和平のロードマッププロセスを再確認した。さらに、シャロンはパレスチナ捕虜7500人のうち900人を釈放し、インティファーダで再占領したヨルダン川西岸の町から撤退することに同意した。

## 語源
第2次インティファーダは、1987年12月から1993年までの最初のパレスチナ蜂起に続く第二の蜂起であることを指す。「インティファーダ (アラビア語: انتفاضة) 」は「蜂起」「反乱」などと訳され、元々は「振り払う」という意味のアラビア語である。
現代では民衆による抵抗活動との意味で用いられることが多い。大衆暴動（popular uprising）という意味としては、1977年に起きたエジプトの暴動は"パン暴動"となどが挙げられる。一方でこの用語は、イスラエルのパレスチナ占領に対する民衆蜂起を指すのに多用されている。
アル＝アクサ・インティファーダは、インティファーダが勃発した場所であるアル＝アクサー・モスクを指している。この場所はエルサレム旧市街の神殿の丘（あるいはハラム・アル＝アッシャリーフ）として知られ、8世紀に建てられたモスクでありイスラーム聖地である。
オスロ合意後にイスラエルが行った譲歩の結果であると考える一部のイスラエル人によってオスロ戦争 (מלחמת אוסלו) 、あるいは勃発の原因と主張されるヤーセル・アラファートからアラファト戦争（Arafat's War）と呼ばれることがある。また、インティファーダが全面戦争へとエスカレートした原因として、当初は投石をはじめとする非武装のデモ参加者による民衆蜂起であったにもかかわらず、イスラエル側がマシンガンなどを用いて不釣り合いな対応をとったことが原因と挙げる者もいる。

## 背景

### オスロ合意
オスロ合意において、イスラエルはガザ地区とヨルダン川西岸地区からの段階的な撤退を約束し、パレスチナ自治政府の設立を通して、これらの地域におけるパレスチナの権利を確約した。その一方で、PLOが正式にイスラエルを承認し、避難地域における人口の中心の治安に対して責任を負うことを承諾した。暫定的に5年間のパレスチナの自治を認め、その間に恒久的合意について交渉することとした。しかし、現地の現実により、両者ともにオスロ合意の和平プロセスに失望することになり、お互いに失敗を非難した。締結から5年間で、パレスチナ人405人、 イスラエル人256人が亡くなった。
1996年以降、イスラエルは、万が一の和平交渉の決裂に備えて、総称して"Musical Charm" と名付けられた緊急時対応策と準備を行った。1998年、オスロ合意による5年の計画が完了しないと結論付け、イスラエル国防軍はエリアCとガザ地区の一部を占領する「荊棘の野原作戦(Operation Field of Thorns plan)」を実行に移すべく、連隊級の軍事演習を2000年4月に行った。パレスチナ側の準備は防御的で小規模であり、イスラエルによる攻撃に対処するより、地元民を安心させるためのものだった。作戦の激しさにより、Zvi Fogel准将は、イスラエルの軍事的な準備が自己達成的予言ではないかと疑問に思っていたという。
1995年、イガール・アミルに暗殺されたイツハク・ラビンに代わり、シモン・ペレスが就任した。1996年の選挙でベンヤミン・ネタニヤフの右翼連立政権が成立し、1999年にはエフード・バラックの労働党政権に交代した。

### キャンプ・デービッド会談
2000年7月11日から25日まで、キャンプ・デービッドで、アメリカ合衆国のビル・クリントン大統領、イスラエルのエフード・バラック首相、パレスチナ自治政府のヤセル・アラファト執行委員会議長による中東和平会談が行われたが、非難の応酬で決裂した。
合意には、主に4つの障害が存在した。すなわち、領土、エルサレムと神殿の丘、避難民と帰還の権利、イスラエルの安全保障である。 夏の情勢に失望した多くのファタハ派がPLOを離れ、ハマースやイスラム聖戦に参加したため、PLOは大きく分裂した。
2000年9月13日、アラファトと立法評議会は予定していたパレスチナ国の独立宣言を延期した。

### 入植地の継続
ペレスはアメリカ合衆国のマデレーン・オルブライト国務長官の要請で入植地建設を控えていたが、ネタニヤフは既存の入植地で建設を続けて、東エルサレムに新たな地区Har Homaを建設する計画を提案した。しかし、イツハク・シャミル政権のレベルとは程遠く、オスロ合意で禁止されていなかったにもかかわらず、建設を取り止めた。 （オスロ体制以前の住宅建設, 1991–92年: 13,960; オスロ体制後, 1994–95: 3,840; 1996–1997: 3,570）。
バラックは、入植者の過激派を疎外する目的で、穏健な入植者の意見を取り入れ、1998年11月のワイ・リバー合意以降に建設された12の新しい前哨基地を解体する合意を取り付けたが、ヨルダン川西岸地区に新たに3,000戸を建設する計画で、既存の入植地を拡大し続けたことは、パレスチナ側から強い非難を浴びた。既存の入植地内での建設はオスロ合意でも許可されていたが、パレスチナ人支持者たちは建設継続はその精神に反していると主張し 、最終的な地位交渉の結果を不利にすると共に、バラックの和平への意欲に対するパレスチナ人の信頼は損なわれた。

## 時系列

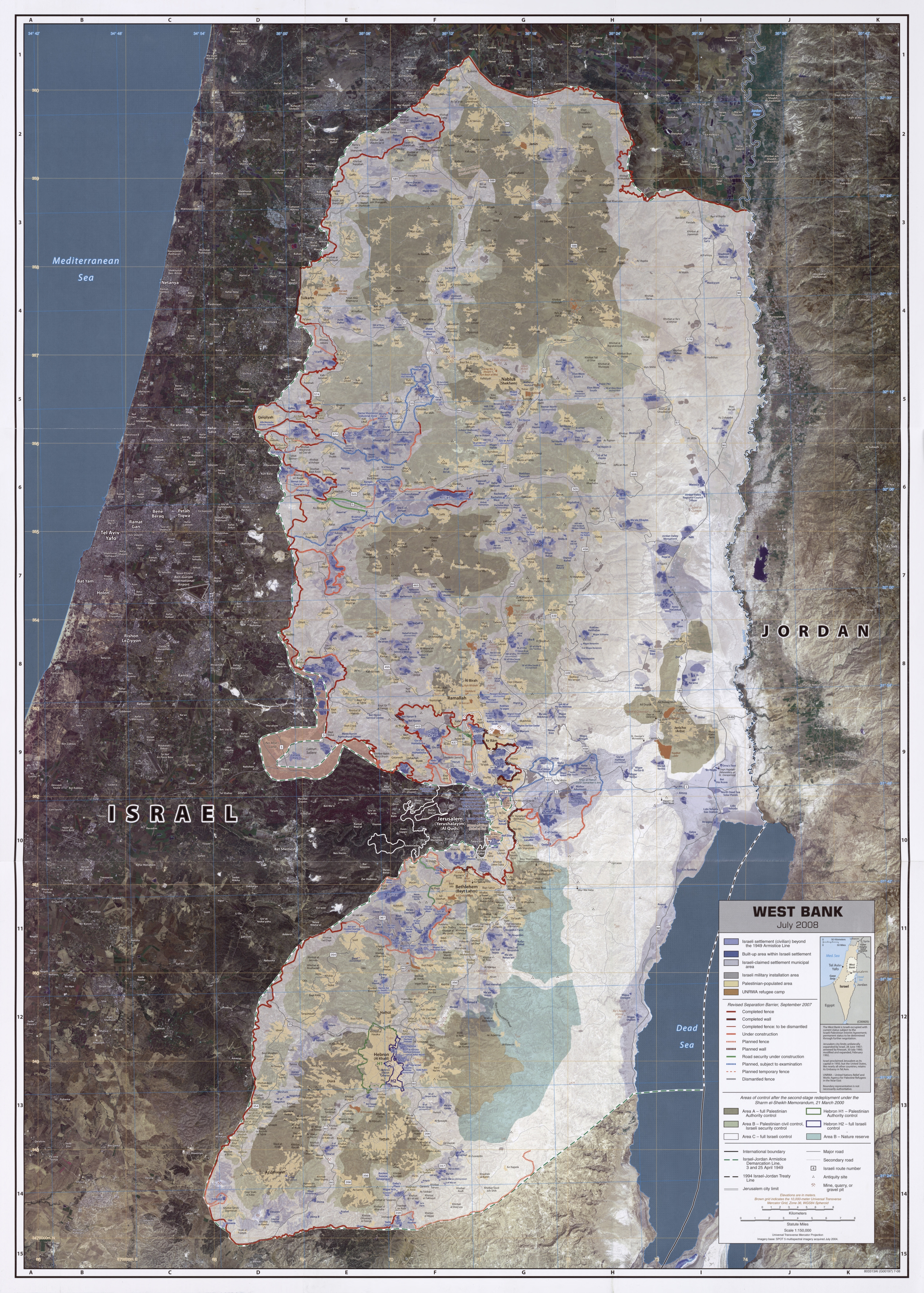
CIAのリモートセンシングによるパレスチナ自治政府が管轄する地域の地図（2008年7月）

### 2000年

#### シャロンが神殿の丘を訪問
9月28日、イスラエルの野党党首アリエル・シャロンとリクード党の代表団は、数百人のイスラエル機動隊に守られながら、イスラム教で3番目に神聖な場所と広く考えられている神殿の丘を訪れた。イスラエルは1980年に東エルサレムをエルサレムに編入することで支配権を主張し、神殿の丘はユダヤ教で最も神聖なの１つ場所であった。
シャロンの訪問を許可したイスラエルのシュロモ・ベン＝アミ内相は後に、訪問前にパレスチナ自治政府のジブリル・ラジューブ治安局長に電話し、シャロンがモスクに立ち入らない限り彼の訪問は何の問題も起こさないとの確約を得ていたと主張した一方、ラジューブ氏はそのような確約はしていないと強く否定した。
シャロンが現地を離れた直後、外にいたパレスチナ系エルサレム人の怒りのデモが暴動に発展、当時のワクフの責任者であったアブ・キュテイシュは、拡声器を使ってパレスチナ人にアル＝アクサー・モスクを守るよう呼びかけた罪で後にイスラエルによって起訴された。一方、イスラエル当局は、この行為がその後に起きた嘆きの壁方面への投石の原因だと主張している。イスラエル警察は催涙ガスとゴム弾で応戦し、デモ隊は石やその他の投擲物を投げつけた。これにより警官25人が負傷（そのうち1人は重症）し、少なくとも3人のパレスチナ人がゴム弾で負傷した。シャロンの訪問の目的は、すべてのイスラエル人が神殿の丘を訪問する権利を持つことの主張とされていた。しかしリクードのスポークスパーソンのオフィル・アクニスによれば、実際の目的は「リクード政権下でも（神殿の丘は）イスラエルの主権下にあることを示す」ことだった。キャンプ・デービッド交渉でエフード・バラックは、神殿の丘が位置する東エルサレムはイスラエルの完全な主権下にあると主張していた。 シャロンが「政府はパレスチナにこの地を譲歩するつもりか」と政府を非難したことを受け、イスラエル政府はシャロンにこの地を訪問する許可を与えた。シャロンの意図を察知したヤーセル・アラファート、サエブ・エレカト、ファイサル・フセイニらパレスチナの高官たちは、シャロンに訪問を中止するよう要請した。
暴動から10日前にはサブラー・シャティーラ事件の追悼日を迎えており、この事件の調査委員会であるカハン委員会は、当時国防相だったシャロンに個人的責任があると結論づけていた。 "流血と復讐の危険を無視し、流血を防ぐための適切な措置をとらなかったから"である。イスラエルの支配下に入ったベイルートの民間人を保護しなかったシャロンの怠慢は、"国防大臣に課せられた義務の不履行"に相当し、シャロンの国防大臣解任が勧告された。シャロンは当初辞任を拒否していたが、和平行進後にイスラエル人が死亡したためシャロンは国防相を辞任した。しかし無任所相としてイスラエルの閣僚には留まった。
パレスチナ人は、シャロンと武装したボディガードらの神殿の丘訪問は挑発行為であり侵略であると強く非難した。批評家たちも、シャロンはこの訪問が暴動の引き金になることを理解しており、彼の訪問の目的は政治的なものだったと主張している。また、あるオブザーバーによれば、シャロンが神殿の丘を歩くことは、"アラブ・イスラエル紛争で最も薄い氷の上を滑る"ことを意味したという。
ニューヨーク・タイムズによれば、エジプト人、パレスチナ人、レバノン人、ヨルダン人など多くのアラブ人は、シャロンの訪問が第二次インティファーダと和平プロセスの頓挫の始まりであると指摘している。安全保障の分野を研究するジュリアナ・オックスは、シャロンの訪問は第二次インティファーダにおける"象徴的な扇動"であるとし、パレスチナの政治家マルワーン・アル＝バルグースィーは「シャロンの挑発的な行動はパレスチナ人の結集点となったが、シャロンが訪問していなかったとしても第二次インティファーダは勃発していただろう」と述べた。

#### 蜂起初日
シャロンが訪問して翌日の9月29日、金曜礼拝後にエルサレム旧市街周辺で大規模な暴動が発生した。イスラエル警察は嘆きの壁の上からユダヤ教の礼拝者に向かって石を投げるパレスチナ人に発砲した。エルサレムの警察署長が投げられた石で意識を失った後、彼らはゴム弾から実弾に切り替えてパレスチナ人の若者4人を殺害。その後も暴動は収まらず、パレスチナ人と警官合わせて200人以上が負傷、さらに3人のパレスチナ人が旧市街とオリーブ山で死亡した。この日だけで衝突によってパレスチナ人7人が死亡し300人が負傷、イスラエル警官70人が負傷した。
その後数日間、ヨルダン川西岸地区とガザ地区のいたるところでデモが発生しイスラエル警察は実弾やゴム弾で応戦した。最初の5日間で少なくとも47人のパレスチナ人が死亡し、1,885人が負傷した。パリではフランスの政治家ジャック・シラクが当事者間の調停を試みた際、彼はバラックに対して、1日のパレスチナ人とイスラエル人の死傷者の比率はパレスチナ人が侵略者であることを誰にも納得させることができないような数字であると抗議した。また、"石を投げる人々にヘリコプターから発砲し続けること"と"国際調査を拒否すること"は、アラファトからの3ヶ国間交渉参加の申し出を拒否することに等しいと告げた。暴動が起きて最初の数日間で、IDFは約130万発の銃弾を発射した。アムネスティ・インターナショナルによると、初期のパレスチナ人の犠牲者はデモに参加した人か傍観者だった。さらに、最初の1カ月間に殺害されたパレスチナ人の約80％はイスラエルの治安維持に致命的な危険を与えることのない規模のデモに参加していた人だったと述べている。
9月30日、ガザ地区の路地で父親の陰に隠れていたパレスチナ人の少年ムハンマド・アル＝ドゥラーが射殺される事件がビデオに収められた。少年の死と父親の負傷はイスラエル兵によるものとされ、この映像が世界中で報道されるとアラブのテレビでも繰り返し放送されたため、象徴的な存在となった。当初、イスラエル軍は少年殺害の責任を取って謝罪したが、2ヵ月後に内部調査によって当初の発表に疑義が生じたことを理由に撤回した。その後、本当にイスラエル国防軍が発砲したのか、それともパレスチナ人が発砲したのか、論争が巻き起こった。

#### 2000年10月事件

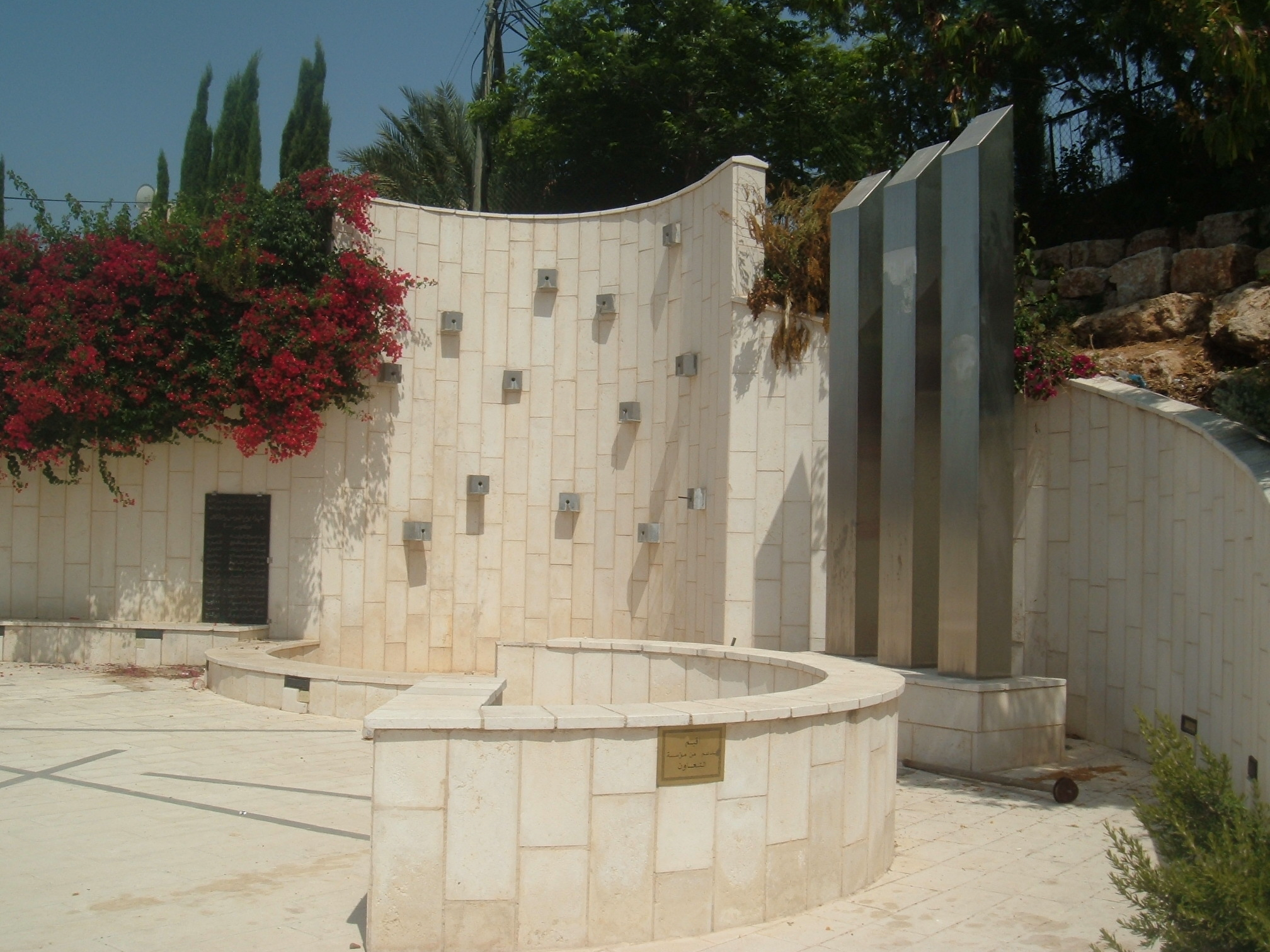
2000年10月の暴動によるイスラエル系アラブ人犠牲者の慰霊碑（ナザレ）

2000年10月事件 (October 2000 events)とは、イスラエル国内で数日間にわたって発生した騒乱や衝突のことで、主にアラブ系市民とイスラエル警察の間で発生し、アラブ人とユダヤ人の双方による大規模な暴動も発生した。イスラエルのアラブ系市民12人とガザ地区のパレスチナ人1人がイスラエル警察によって殺害され、イスラエルのユダヤ人1人がテルアビブ-ハイファ間の高速道路で車に石が衝突して死亡した。最初の1ヵ月間でパレスチナ人は141人が死亡し5,984人が負傷、イスラエル人は12人が死亡し65人が負傷した。
10月1日から数日間、イスラエル北部全域でゼネラル・ストライキとデモが続いた。このデモは投石、火炎放射、実弾射撃を伴うイスラエル警察との衝突にエスカレートしたケースもあった。警察は催涙ガスを使用し、ゴム弾や後に実弾で発砲するケースもあり、暴動鎮圧を規定する警察の規約に反することが複数あった。その後この衝突の調査をするオル委員会は、この実弾の使用が多くの死者を出した要因と位置付けた。
10月8日、数千人のユダヤ系イスラエル人がテルアビブやその他の場所で暴力行為に参加するとアラブ人へ投石し、所有物を破壊し、「アラブ人に死を 」と唱えるなどした。
衝突後、ユダヤ系市民とアラブ系市民の間には強い緊張が走り、アラブ系市民と警察の間には不信感が広がった。最高裁判所のテオドール・オル判事を委員長とする調査委員会が検証し、警察はこのような暴動に対処する準備が不十分であったとし、主要な警官を悪行で起訴した。委員会はバラック首相を叱責し、当時国内の公安大臣であったシュロモ・ベン＝アミを二度と公安大臣にしないよう勧告した。また、委員会はアラブの指導者やクネセトの議員たちが雰囲気を煽り、暴動をより深刻なものにする一因になったと非難した。

#### ラマッラーでの集団リンチとイスラエルの対応

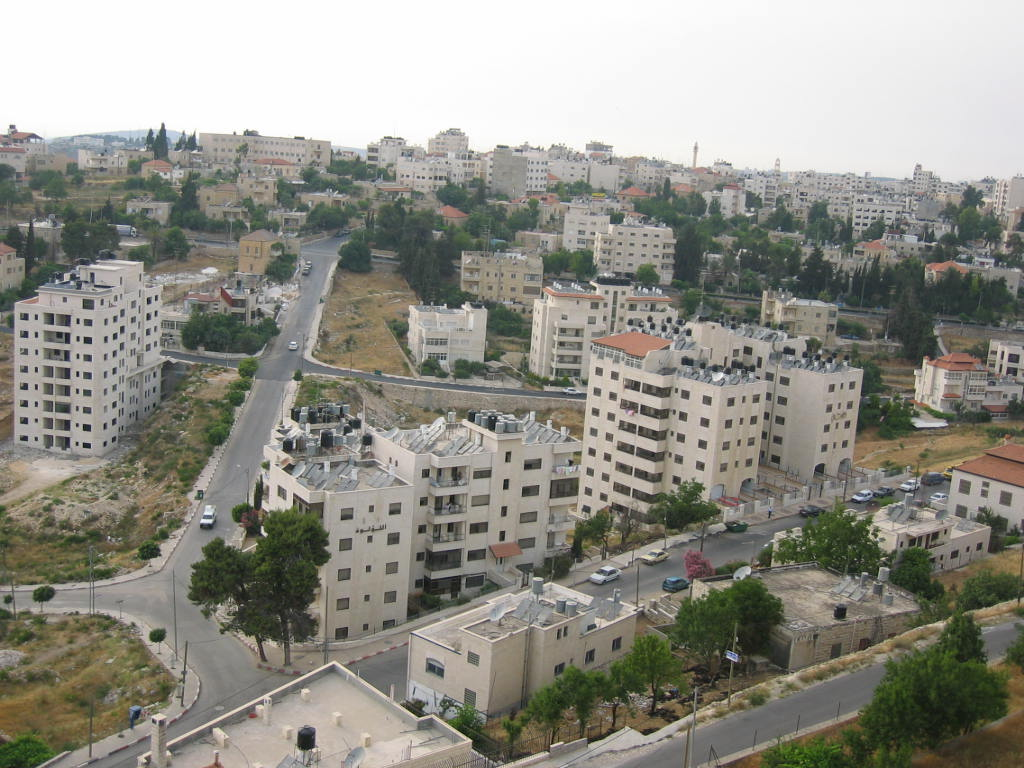
ラマッラーの住宅街

10月12日、パレスチナ自治政府の警察は自治政府が支配する都市ラマッラーに誤って侵入した2人のイスラエル国防軍予備兵を逮捕した。この数週間前には100人近く（そのうち約20人が未成年者）のパレスチナ人が殺されていた。イスラエルの潜入捜査官がこの建物にいるという噂はたちまち広まり、1,000人以上の怒ったパレスチナ人の群衆は駅前に集まり、彼らの死を求めた。その後2人は殴られ、刺され、腹を切られ、1人の遺体は放火された。イタリアのテレビクルーは殺害の様子をビデオに収め、そのテープを国際放送した。イギリス人ジャーナリストは写真を撮ろうとするも、暴徒にカメラを破壊された。殺害の残忍さはイスラエル国民に衝撃を与え、イスラエルとユダヤ人に対するパレスチナ人の根深い憎悪の証拠とみなされた。これに対してイスラエルは、ヨルダン川西岸地区とガザ地区にあるパレスチナ自治政府の標的に一連の報復空爆を開始した。空爆の警告を受けると警察署から人々は避難し、建物は破壊された。その後、イスラエルは兵士殺害の責任者を探し出して逮捕した。

#### 11月・12月
11月に入るとイスラエル軍とパレスチナ人の衝突は急増し、イスラエル兵3人とパレスチナ人6人が死亡、イスラエル軍兵士4人とパレスチナ人140人が負傷した。その後、イスラエル国防軍が治安を回復しようとしたためさらに死傷者は増加し、11月は連日衝突が発生。合計122人のパレスチナ人と22人のイスラエル人が死亡した。ラマダーン初日の11月27日、イスラエルはカルニ交差点での物資と燃料の通行規制を緩和した。 同じ日、エルサレムの入植地ギロは、パレスチナ領のベイト・ジャラから重機関銃の銃撃を受けた。 1週間後にイスラエルは規制を再強化し、パレスチナ人はイスラエル国防軍や入植者と衝突を続け、12月には合計51人のパレスチナ人と8人のイスラエル人が死亡した。クリントン政権はイスラエルとパレスチナの和平合意を達成するための最後の試みとして、12月にエジプトのシャルム・エル・シェイクで首脳会談が計画したが、パレスチナ側がクリントン・パラメーターの受け入れを遅らせたため、イスラエルのバラック首相は出席を見送った。

### 2001年
2001年1月21日から27日まで、シナイ半島のタバでイスラエルとパレスチナ自治政府の間でタバ・サミットが開催された。イスラエルのエフード・バラック首相とパレスチナのヤセル・アラファト議長は、過去やそれ以降のどの和平交渉よりも最終的な和解に近づいたが、結局は合意は達成できなかった。
2001年1月17日、イスラエルの男子高校生オフィール・ラフム(Ofir Rahum)16歳が、ファタハの武装組織タンジムのメンバーである24歳のパレスチナ人女性モナ・ジュード・アワナ(Mona Jaud Awana)に誘われ、ラマッラーで殺害された。彼女はICQでオフィールと連絡を取り、数ヶ月にわたってネット恋愛を装っていた。彼女はオフィールを説得してエルサレムで会う約束を取り付け、ラマッラーに移動するとオフィールはそこで待ち伏せしていた3人のパレスチナ人に至近距離から15発以上撃たれて殺害された。この事件により19日に予定されていた和平交渉再開は延期され、アワナはその後、軍と警察の大規模な捜索作戦で逮捕されて終身刑の判決を受けた。この月には、他に5人のイスラエル人と18人のパレスチナ人が殺害された。
当時リクード党の党首アリエル・シャロンが労働党のバラックに対抗して立候補し、2001年2月6日に特別選挙でイスラエルの新たな首相に選出された。そしてシャロンはアラファトとの直接会談を拒否した。
3月には、8人のイスラエル人（ほとんどが民間人）と26人のパレスチナ人が死亡した。ヘブロンでは、パレスチナ人スナイパーが生後10ヶ月のイスラエル人を殺害した。この殺人もイスラエル国民に衝撃を与え、イスラエル警察の調査によると狙撃手は故意に赤ん坊を狙ったという。
2001年4月30日、7人のパレスチナ人武装勢力が爆発で死亡したが、そのうちの1人はオフィール・ラフムの殺害に加担していた。IDFは、イスラエル側の攻撃であるというパレスチナ人からの非難を肯定も否定もしなかった。
2001年5月7日、IDFの海軍部隊は、パレスチナ自治区が支配するガザ地区に向けて国際水域を航行していたサントリーニ号を拿捕した。この船には武器が積まれており、その後のイスラエルの調査でこの積荷はパレスチナ解放人民戦線総司令部（PFLP-GC）のアハメド・ジブリルが購入したものだとされ、船と積荷の価値は1,000万ドルと見積もられた。乗組員は武器が詰まった樽の積荷を内容物とともに慎重に密封し防水加工を施した上で、ガザ沖のあらかじめ指定された場所で荷揚げしパレスチナ自治政府が回収する予定だったと伝えられている。
2001年5月8日、ヤーコフ・コビー・マンデル（13歳）とヨセフ・イシュラン（14歳）の2人のイスラエル人少年が、村の近くでハイキング中に誘拐された。翌朝、彼らが住んでいた場所の近くの洞窟で遺体となって発見された。USAトゥデイは、「警察の発表によれば、二人の少年は縛られ、刺され、石で殴り殺されていた」と報じた。さらに、ユダヤ砂漠の洞窟の壁は少年たちの血で覆われており、犯人がそこに塗りつけたと伝えられている。
2001年5月18日、2001年ハシャロン・モール自爆テロ後、それまではヘリコプターによる空爆が行われていたが、イスラエルは1967年以来初めて、ヨルダン川西岸とガザ地区にあるパレスチナのターゲットを攻撃するために戦闘機を使用して12人のパレスチナ人を殺害した。

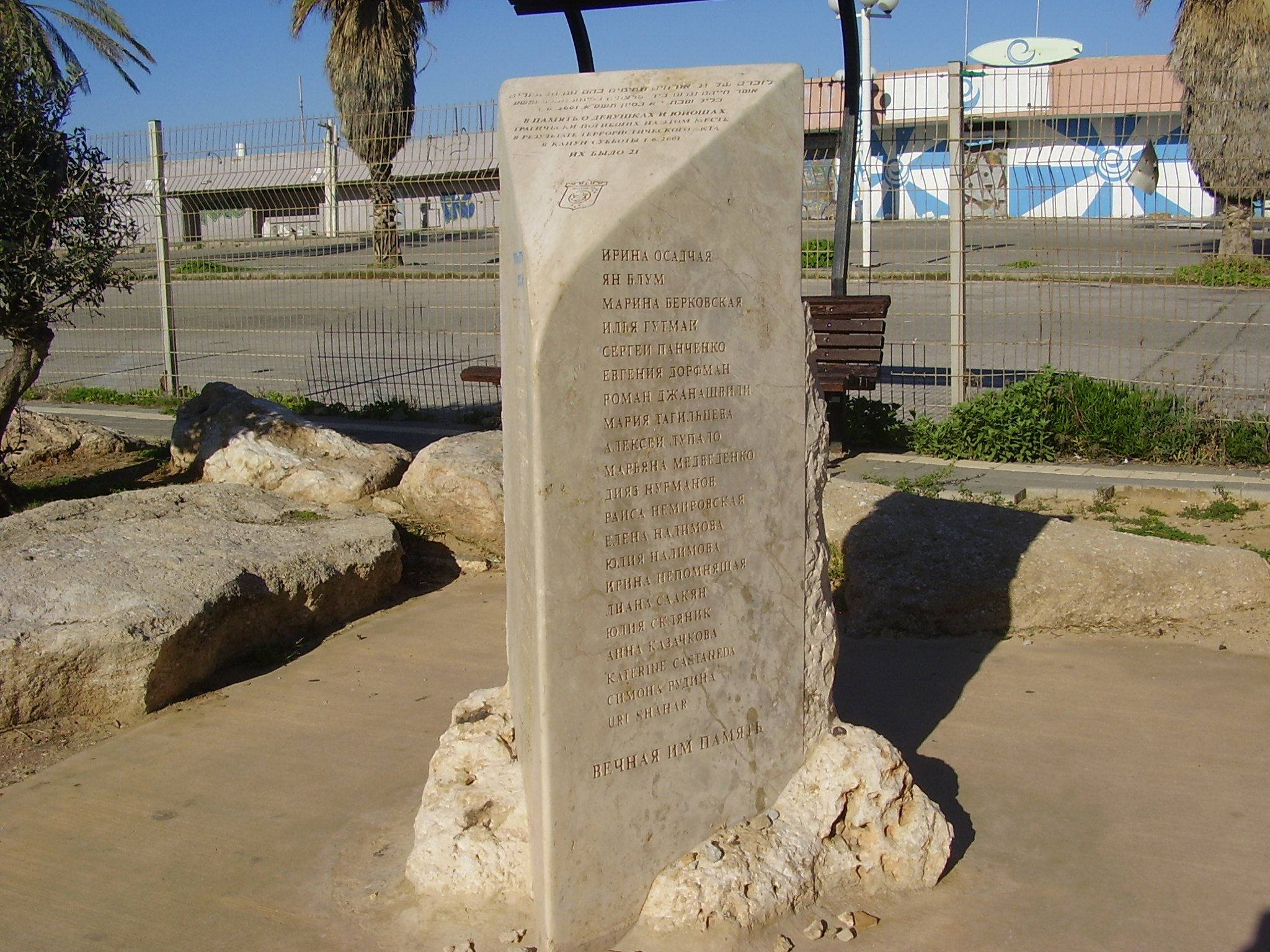
犠牲者の名前がロシア語で書かれたドルフィナリウムにある慰霊碑

2001年6月1日、テルアビブの海岸沿いのディスコ「ドルフィナリウム」で、イスラム聖戦による自爆テロが発生。イスラエルの民間人21人（そのほとんどが高校生）が死亡、132人が負傷した。このテロは、アメリカの停戦交渉の妨げとなった。
6月12日、ギリシャ正教会の修道士・司祭であり、聖ゲオルギオス修道院の院長が殺害されるゲオルギオス・ツィボウクタキス殺害事件が起き、のちにタンジムとアル・アクサ殉教者旅団のリーダーであるマルワーン・アル＝バルグースィーがこの殺害を指揮したとして有罪判決が下された。
2001年には合計469人のパレスチナ人と199人のイスラエル人が殺害された。インティファーダ1年目に関するアムネスティ・インターナショナルの報告書には次のように記されている。
イスラエルとその占領地における不法な殺傷事件の圧倒的多数は、過剰な武力を用いたイスラエル国防軍によるものである。特に、イスラエル国防軍は人命への差し迫った危険がないにもかかわらず、懲罰的なロケット攻撃に米国から供与されたヘリコプターを使用してきた。また、イスラエルは超法規的処刑を実行するためにガンシップを使用し、子どもを含む民間人殺戮を目的とするような発砲をしてきた。（中略）ハマスとイスラム聖戦は、多数のイスラエル国民を無差別に殺傷するために、公共の場所、たいていはイスラエル国内に爆弾を頻繁に設置してきた。両組織は殉教カルトを育成し、自爆テロを頻繁に行っている。
パレスチナのテロリストたちは2001年の後半に数多くの自爆テロを行い、具体的には、スバーロ・レストラン自爆テロ事件では16人の民間人（うち子供7人）が死亡。ナハリヤ駅自爆テロとキャンプ80ジャンクション・バス823襲撃事件で、いずれも3人のイスラエル人が犠牲になった。ベン・イェフダ通り爆破テロ事件で11人の民間人が死亡。ハイファ16番バス自爆テロでは15人の民間人が亡くなった。

### 2002年

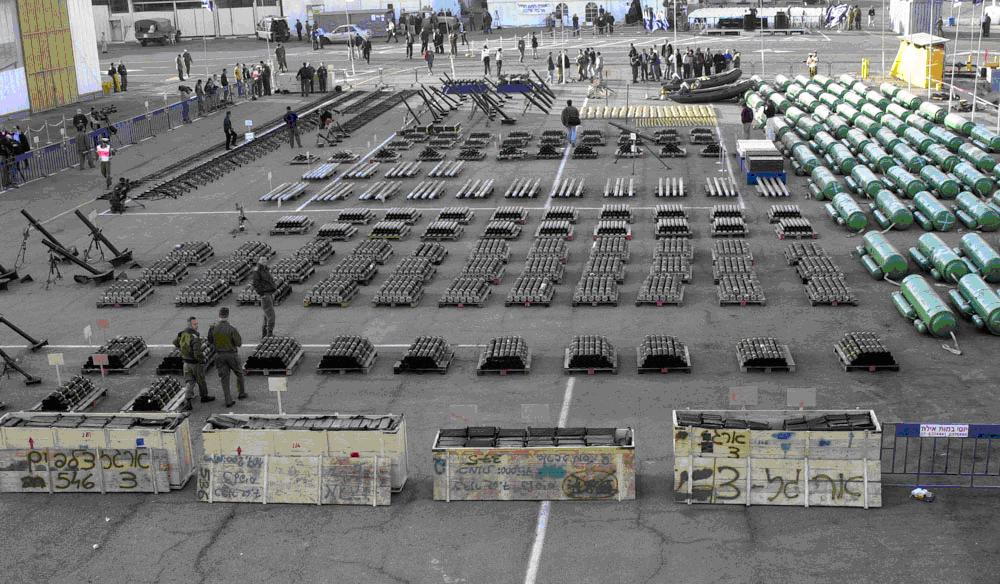
カリーヌAから押収された軍用品

2002年1月、イスラエル国防軍のシャイェテット・13海軍部隊は、イランからイスラエル方面に向けて武器を運搬していた貨物船カリーヌAを拿捕した。その後パレスチナ自治政府の幹部が密輸に関与していたことが判明し、イスラエル側はヤセル・アラファトも関与していると主張した。
パレスチナ人はイスラエルに対して、主に民間人を狙った自爆テロや攻撃を相次いで開始した。3月3日、パレスチナのスナイパーがヨルダン川西岸地区北部に位置するイスラエルの入植地オフラ近くの検問所でU.S.M1カービンを用いてイスラエル兵と入植者10人を殺害し、4人を負傷させた。実行犯は後に逮捕され、終身刑を言い渡された。攻撃の頻度は増加し、2002年3月に最高となった。
多数の銃撃や手榴弾による攻撃に加え、この月はイスラエル国内で15件の自爆テロが発生した。これは2日に1件の割合であり、頻発する攻撃はイスラエル全土に恐怖を拡大させて日常生活に深刻な混乱をもたらし、2002年3月はイスラエルにおいては「黒い3月」として知られるようになった。3月12日、国連安全保障理事会決議1397が採択されると、二国家解決が再確認され、平和のためのロードマップの基礎が築かれた。
3月27日、ネタニヤのパークホテルで過越を祝っている最中に自爆テロが起き、テロの波は民間人30人の死亡と140人以上が負傷するという形で頂点に達した。このテロ攻撃は「過越の大虐殺」として知られるようになった。パレスチナのテロ攻撃により、2002年3月だけでもイスラエル人約130人（ほとんどが民間人）が犠牲になった。3月28日、アラブの指導者たちはイスラエルが占領地（ヨルダン川西岸地区、ガザ地区、ゴラン高原、レバノンを含む）から全面撤退や東エルサレムを首都とするパレスチナ国家の樹立を認める見返りとして、アラブ諸国によるイスラエルとの関係正常化を提案する包括的なアラブ和平イニシアチブを打ち出した。アラファトはこれを支持したものの、イスラエル側は事実上無視した。
大虐殺から2日後の3月29日、イスラエルは「盾の壁作戦」を開始し、最終的に5月3日まで続いた。IDFは、ヨルダン川西岸一帯、そしてパレスチナの多くの都市で大々的な掃討作戦を行い、この作戦によってアラファトはラマッラーの施設で包囲された。国連は、イスラエル軍の侵攻によって3月1日から5月7日までの間に497人のパレスチナ人が死亡、1,447人が負傷したと推定している。さらに国連は報告書で、イスラエルによる虐殺の疑いを晴らしたが、民間人に対する過剰な武力行使を批判した。また、イスラエル軍はこの作戦中に4,258人のパレスチナ人を逮捕した。この作戦でイスラエル側は死者30人、負傷者127人を出し、パレスチナ自治政府が支配する地域の奪還でピークに達した。

#### ジェニン

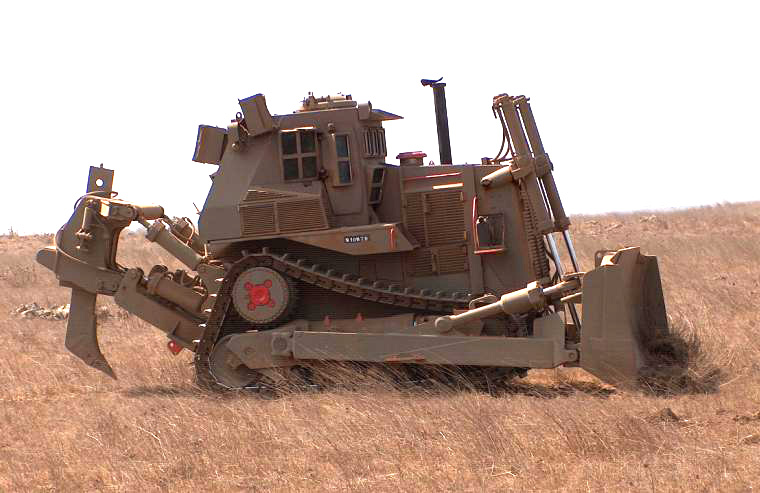
イスラエル国防軍が使用する装甲ブルドーザーのIDFキャタピラーD9

4月2日から11日にかけて、ジェニンのパレスチナ難民キャンプで包囲戦と激しい戦闘が行われた。このキャンプ地は、イスラエルが「イスラエル市民とその地域のイスラエルの町や村に対する数多くのテロ攻撃の起点となっている」と判断したため「盾の壁作戦」の標的となった。ジェニンでの戦闘は双方にとって一触即発の状況となり、装甲車と攻撃ヘリコプターに援護されたイスラエル歩兵がパレスチナ武装勢力の拠点を一掃するために激しい市街戦が繰り広げられ、最終的にIDFが勝利した。その際にIDFは12台の装甲ブルドーザーIDFキャタピラーD9（通称ドュービ）を使用してパレスチナが設置したブービートラップを除去し、爆発物を爆発させ、建物や銃座を壊滅させた。パレスチナ情報筋は、このキャンプでのイスラエル軍の作戦中に数百人の虐殺が行われたと主張し、4月中旬にはパレスチナ自治政府の高官も約500人が殺害されたと主張した。戦闘の際、イスラエル当局は当初、パレスチナ人の死者を数百人と見積もっていたが、その後の見通しでは死者数は45から55人にであると示した。
その後の論争で、イスラエルは国際連合安全保障理事会が全会一致で求めていた国連による直接調査を実施するのを妨害したが、それにもかかわらず国連はパレスチナ市民を危険にさらしたとして双方を批判し、約52人の死者が出たとする報告書の中では虐殺があったという主張を退けた。アムネスティ・インターナショナルとヒューマン・ライツ・ウォッチは独自の調査に基づき、ジェニンにおいて一部のイスラエル兵士が戦争犯罪に関与したと告発したが、虐殺はなかったことも確認した。両人権団体は公式の調査を求めたが、イスラエル国防軍はこの告発に反論した。
戦闘後、イスラエル国防軍やパレスチナ自治政府を含むほとんどの情報源は、パレスチナ人の死者数を52から56人と発表。ヒューマン・ライツ・ウォッチは52人のパレスチナ人の死亡を記録し、その中には少なくとも27人の武装勢力と22人の民間人が含まれており、残りの3人のパレスチナ人は武装勢力または民間人であることを確認できなかったと主張したが、IDF側は死亡したのは武装勢力48人と民間人5人である発表した。ヒューマン・ライツ・ウォッチによると、140棟の建物が破壊されたという。イスラエル国防軍によると、この戦闘でイスラエル兵23人が死亡、75人が負傷した。

#### ベツレヘム
4月2日から5月10日にかけて、ベツレヘムの降誕教会で包囲戦が発生した。イスラエル国防軍兵士が教会を包囲し、建物の中にはパレスチナ市民、武装勢力、司祭がいた。包囲中、IDFの狙撃兵は教会内の武装勢力8人を殺害し、40人以上に負傷させた。この包囲戦は、IDFがテロリストと認定した13人のパレスチナ武装勢力をヨーロッパに強制送還することで解決し、IDFは教会内の武装勢力との38日間にわたる包囲戦に終止符を打った。

### 2003年

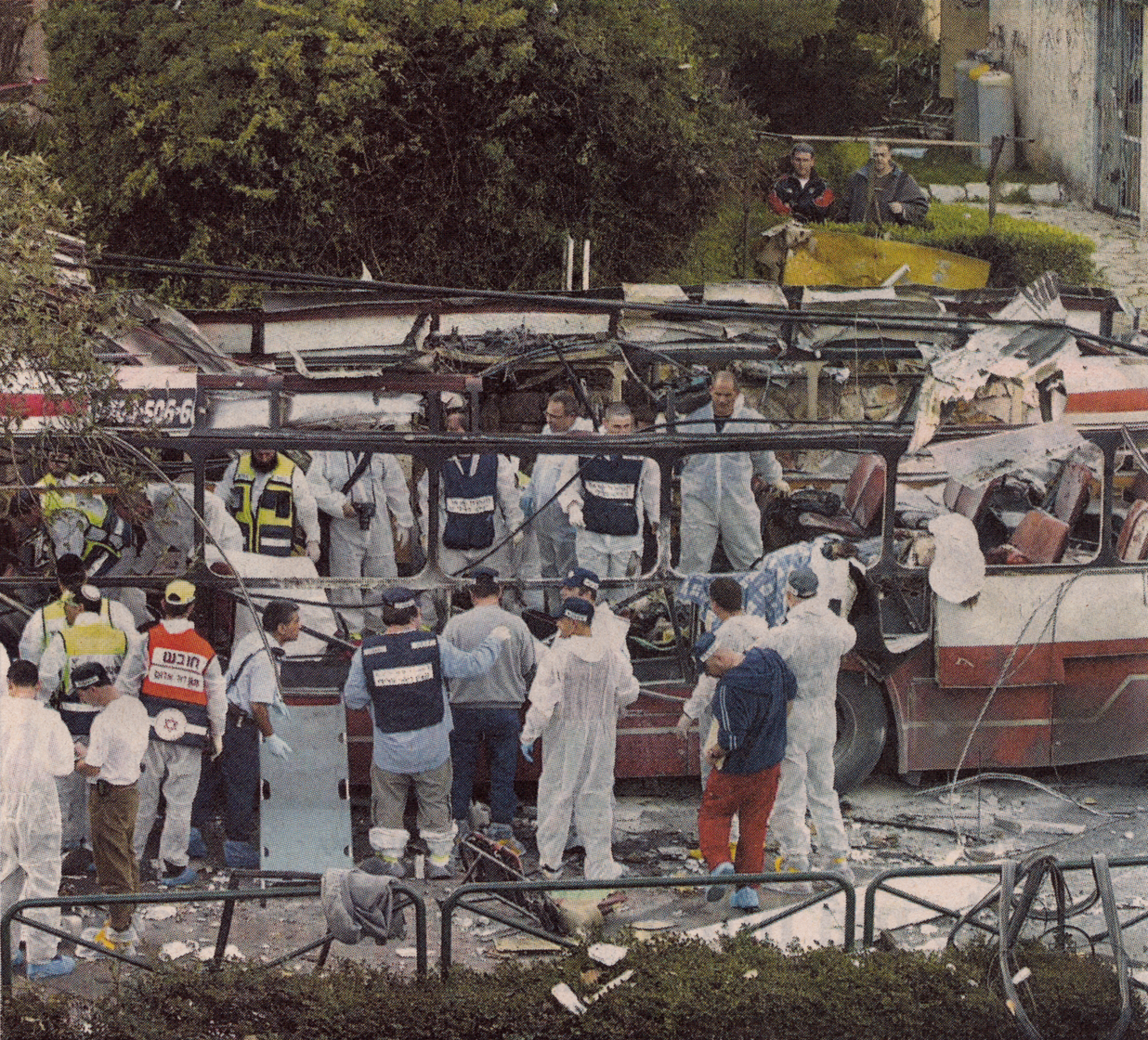
2003年にハイファで起きたバス爆破事件の残痕

ヤセル・アラファトが武装組織であるアル・アクサ殉教者旅団に2万ドルを支払っていたというイスラエル情報機関の報告を受けて、アメリカはパレスチナ自治政府の民主的改革とアラファトから独立した首相の指名を要求した。2003年3月13日、アメリカの圧力を受け、アラファトはマフムード・アッバスをパレスチナ首相に任命した。
アッバスの就任後、アメリカ政権は平和のためのロードマップ（過激派組織の解散、入植活動の停止、民主的で平和的なパレスチナ国家の樹立）によってイスラエル・パレスチナ紛争を終結させるという中東カルテットの計画を推進した。計画の第一段階は、パレスチナ自治政府がゲリラやテロリストの攻撃を抑制し、違法な武器を没収することを要求した。過激派組織と対立することによる内戦のリスクを懸念したアッバスは、過激派組織と一時的な停戦協定を結ぼうとし、イスラエル市民への攻撃を停止するよう求めた。
5月20日、イスラエル海軍は、レバノンからガザ地区に向かう船アブ・ハッサンを捕らえた。この船にはロケット弾、武器、弾薬が積まれており、レバノン南部を拠点とする武装組織ヒズボラの幹部を含む8人の乗組員が逮捕された。
6月29日、ファタハ、ハマス、イスラム聖戦によって一方的に一時休戦が宣言され、イスラエルに対するすべての攻撃を3ヶ月間停止することが宣言された。翌月、攻撃はやや減少したが、イスラエル市民に対する自爆テロは続き、過激派に対するイスラエルの作戦も続いた。
戦車と装甲兵員輸送車（APC）が参加したナーブルス近郊のアスカルでのイスラエル国防軍の襲撃で、4人のパレスチナ人（うち3人は武装勢力）が銃撃戦で死亡した。付近のパレスチナ人は、パレスチナ人労働者を装ったイスラエル警察の一団が、ヘブロンのモスクを出たハマスのメンバーに発砲したと主張した。作戦を実行したイスラエルの対テロ警察部隊であるヤマムによれば、そのメンバーは逮捕しようとしたヤマムに発砲したという。
8月19日、ハマスはエルサレムでシュムエル・ハナヴィ・バス爆破テロ事件を起こし、7人の子供を含む23人のイスラエル市民を殺害。ハマス側は、その週の初めに5人のパレスチナ人（ハマスの指導者を含む）が殺害されたことに対する報復だと主張した。米国とイスラエルのメディアは、このバス爆撃が静寂を打ち破り、休戦に終止符を打ったと頻繁に言及した。
ハマスのバス攻撃を受けて、イスラエル国防軍はヘブロンとガザ地区のハマス指導者全員の殺害か捕獲を命じられた。バス自爆テロの計画者は全員逮捕または殺害され、ヘブロンのハマス指導部はイスラエル国防軍によって大きな損害を受けた。ナーブルス、ジェニン、トゥルカレムでは厳しい外出禁止令が出され、ナーブルスの封鎖は100日以上続いた。パレスチナの村ナズレット・イッサでは、60軒以上の商店がイスラエル民政局のブルドーザーによって破壊された。イスラエル民政局は、店舗は許可なく建てられたので解体したと主張したが、パレスチナ人はイスラエル軍の夜間外出禁止令や財産の破壊は、罪のないパレスチナ人に対する集団的懲罰であると考えている。

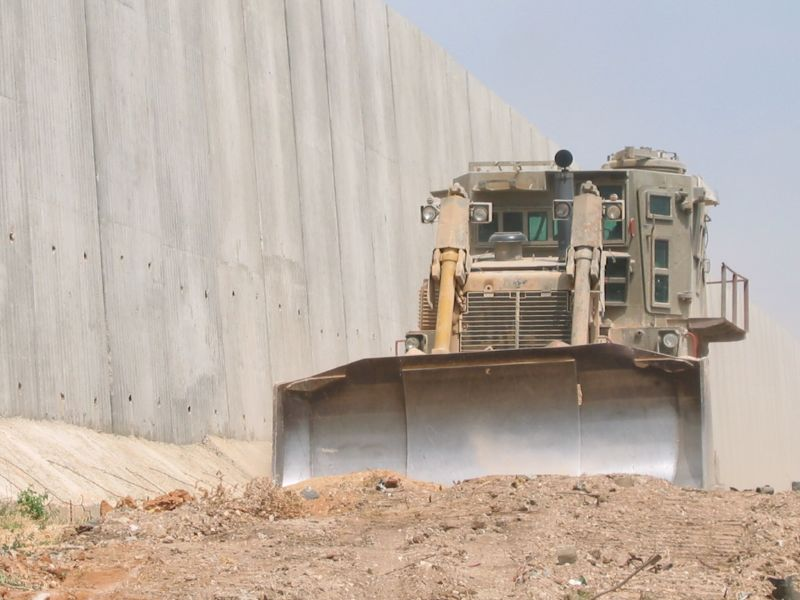
イスラエルによるヨルダン川西岸の防壁建設初期の様子（2003年）

アラファト政権下で効果的な統治ができなくなったアッバスは2003年9月に辞任。後任にはアフマド・クレイ（アブ・アラとも呼ばれる）が任命された。イスラエル政府は交渉による紛争解決の望みを捨て、イスラエル・ヨルダン川西岸防壁の建設を開始することで、イスラエルとパレスチナ人コミュニティを物理的に分離するという一方的な政策を追求した。イスラエルは、バリアはパレスチナの攻撃者がイスラエルの都市に侵入するのを防ぐために必要だと主張。一方でパレスチナ人は、防壁はパレスチナ人コミュニティを互いに分離し、建設計画はパレスチナ領土の事実上の併合であると主張した。
10月4日にハイファで起きたマキシム・レストラン自爆テロによって21人のイスラエル人の命が奪われたことを受けて、イスラエルはシリアとイランがイスラム聖戦とヒズボラの支援者であり、彼らには責任があると主張した。テロの翌日、イスラエル航空宇宙軍の戦闘機が旧パレスチナ人訓練基地を空爆を行った。この空爆により保管されていた軍需品は破壊され、民間の警備員が負傷した。

### 2004年
ガザからのカッサムロケットや迫撃砲弾によるイスラエル人コミュニティへの度重なる砲撃に対して、IDFは主にラファで活動し、過激派が武器、弾薬、逃亡者、タバコ、自動車部品、電気製品、外貨、金、娯楽用ドラッグ、衣類をエジプトから入手するために使用するガザ地区密輸トンネルを捜索・破壊した。2000年9月と2004年5月、エジプトとガザ地区を結ぶ90のトンネルが発見・破壊され、ラファでの空襲によって多くの人々が家を失ったが、イスラエルの公式見解では、彼らの家は武装勢力が占拠していたためIDFは破壊したというものだった。これらの家屋の多くは、イスラエルの侵攻によって放棄され、後に破壊された。けれどもヒューマン・ライツ・ウォッチによると、その多くは"軍事的な必要性がないにもかかわらず"、市内に大規模な緩衝地帯を作るという理由で1,500戸以上の家屋が破壊され、約1万6,000人が避難したという。
2月2日、イスラエルのアリエル・シャロン首相は、すべてのユダヤ人入植者をガザ地区から移送する計画を発表した。
イスラエルの野党はシャロンの発表を「メディアスピン」だと否定したが、イスラエル労働党はそのような動きを支持すると述べた。シャロンの連立右派のパートナーである国民宗教党と国家統一党はこの計画を拒否し、実施された場合は政権を離脱すると宣言した。和平推進派でオスロ合意とジュネーブ合意の立役者であるヨッシ・ベイリンも、提案された撤退計画を拒否した。彼は和平合意なしにガザ地区から撤退することはテロリズムに報いることになると主張した。
シャロンによるガザ地区等撤退の宣言後、エレズ検問所とアシュドッド港への自爆テロ攻撃（10人が死亡）への対応として、イスラエル国防軍はガザ地区（主にラファとガザ周辺の難民キャンプ）への一連の装甲攻撃を開始し、ハマスのメンバー約70人を殺害した。3月22日、イスラエルのヘリコプターガンシップが殺戮を行い、ハマスの指導者アフマド・ヤースィーンは2人の護衛とその場に居合わせていた9人の通行人と共に殺害された。4月17日、ヤースィーンの後継者であるアブドゥルアズィーズ・アッ＝ランティースィーがボディーガードと息子のモハメッドと共にヤースィーンとほぼ同じ方法で殺害された。
5月、ガザ地区での戦闘はエレズ交差点やカルニ交差点などのイスラエル国防軍の検問所への攻撃に何度か失敗した後、ひどくエスカレートした。2日には、パレスチナの武装勢力によってハトゥエル一家殺害事件。アムネスティ・インターナショナルは、これを人道に対する罪と分類し、「イスラエルとその占領地において、イスラエルの民間人を意図的に標的にすることに即時終止符を打つよう、すべてのパレスチナの武装集団に改めて呼びかける」と述べた。
さらに、11日と12日には、パレスチナの武装勢力はIDFのM113装甲兵員輸送車2台と装甲兵員輸送車を破壊し、兵士13人を殺害したのち遺体を切断した。IDFは遺体を回収するために2度の急襲を行い、ガザのザイトゥーン地区とラファ南西部で20から40人のパレスチナ人を殺害し、建造物に大きな損害を与えた。

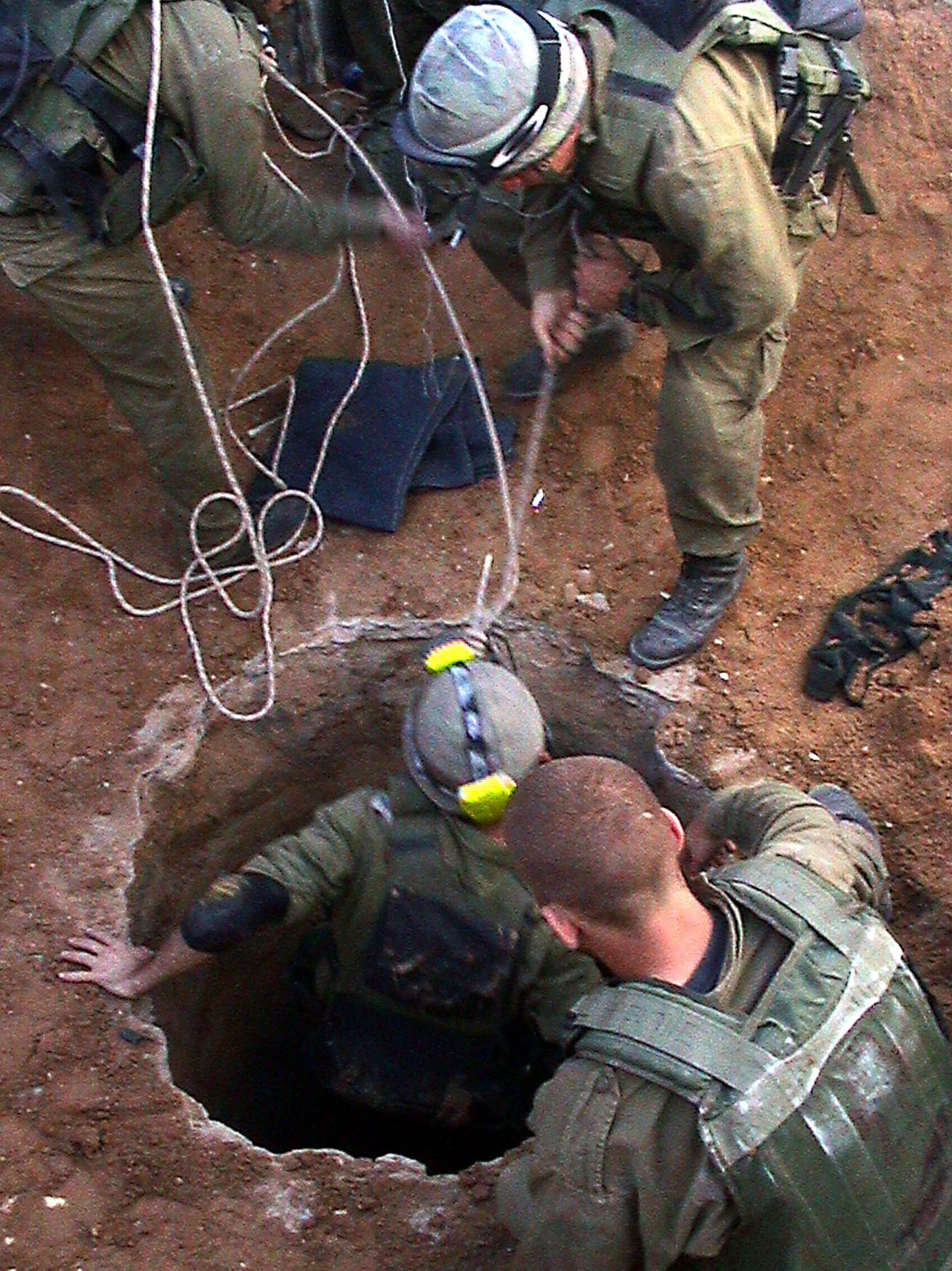
ガザで密輸トンネルを発見するイスラエル軍の様子（2004年5月）

その後18日、IDFはラファの武装勢力のインフラと密輸トンネルを破壊し、9K32ミサイルと改良された対戦車ミサイルの輸送を阻止する目的として「オペレーション・レインボー (Operation Rainbow)」を開始した。この作戦では合計41人のパレスチナ人武装勢力と12人の民間人が殺害され、約45から56棟のパレスチナの建造物が取り壊された。イスラエル軍の戦車は彼らの陣地に近づいてきた数百人のパレスチナ人デモ隊に砲撃し、引き返すようにと警告しつつも結果的に10人を殺害した。この事件によってオペレーション・レインボーは世界中から反発を招いた。
9月29日、カッサムロケットがイスラエルの町スデロットを直撃し、イスラエルの子ども2人が死亡したことでイスラエル国防軍はガザ地区北部で「懺悔の日々作戦 (Operation Days of Penitence)」を実行した。この作戦の目的は、カッサムロケットの脅威を取り除き、それを発射しているハマスの過激派を一掃することであった。作戦は10月16日に終了したが広範囲に破壊をもたらし、100人以上のパレスチナ人（そのうち少なくとも20人は16歳未満）が死亡した。10月5日、IDFは閉鎖された軍事区域に迷い込んだ13歳のパレスチナ人少女イマン・ダルウィーシュ・アル・ハムス(Iman Darweesh Al Hams)を殺害。司令官は死亡を確認するために彼女の死体に向けて意図的に自動小銃を発砲したと告発された。この行為はIDFによって調査されたが冤罪であり、2010年にはエルサレム地方裁判所も名誉毀損であると認定し、この報道に責任のあるジャーナリストとテレビ会社に慰謝料30万NISと弁護士費用8万NISの支払いを命じ、両者に訂正放送を要求した。パレスチナの医療関係者によると、この作戦によって少なくとも62人の武装勢力と42人の民間人とみられるパレスチナ人が殺害され、ハアレツが行ったカウントによると87人の武装勢力と42人の民間人が殺害されてパレスチナ難民キャンプは大きな被害を受けた。また、IDFはこの作戦中にカッサムロケットの発射を少なくとも12回阻止し、多くのテロリストを殺害したと発表した。
10月21日、イスラエル空軍はハマスの爆弾製造者であり、カッサムロケットの発明者であるアドナン・アル・グールを殺害した。
11月11日、ヤセル・アラファトがパリで死去した。
パレスチナ諸派間の停戦合意とイスラエル人に対する攻撃を停止するようハマス指導部を説得するためにマフムード・アッバスがシリアを訪問している最中、ガザ地区の争いはエスカレートしていった。ハマス側は武力闘争の継続を宣言し、イスラエル南部のナハル・オズ近郊の野原に多数のカッサムロケットを撃ち込み、ガザ地区南部ガシュ・カティフの幼稚園を対戦車ミサイルで攻撃した。
12月9日、エジプトの国境付近で5人のパレスチナ人武器密輸業者が殺害され、2人が逮捕された。その日のうちに人民抵抗委員会創始者のジャマール・アブ・サムハダーナと彼のボディーガード2人がミサイル攻撃で負傷した。これはイスラエルにとって数週間ぶりの攻撃であり、イスラエルの無人偵察機がガザ地区南部のラファとハーン・ユーニス間を移動していたアブ・サマハダーナの車に向けてミサイルを1発発射した。
12月10日、ハマスがガザ地区のネヴェ・デカリム入植地に迫撃砲を発射し、8歳の男児を含むイスラエル人4人が負傷したことを受け、イスラエル軍兵士は迫撃砲の発射元であるハーン・ユーニス難民キャンプに向けて発砲。その結果7歳の女児が死亡した。イスラエル国防総省の情報源は部隊がハーン・ユーニスで発砲したことを確認したが、あくまでもハマスの迫撃砲クルーを狙ったものだと述べた。
12日、アラファトの死後最大規模の攻撃により、イスラエル軍兵士5人が死亡、10人が負傷した。ラファ近郊のエジプトとガザの国境にあるイスラエル軍管理下の国境交差点下のトンネルで約1.5トンの爆発物が爆発し、その影響でいくつかの建造物が全壊、他の建造物も半壊した。この爆発で前哨地の一部が破壊され兵士3人が死亡。その後、2人のパレスチナ人武装勢力が前哨基地に侵入し、他のイスラエル兵2人を銃殺した。一連の攻撃はハマスとファタハの新派閥"ファタハ・ホークス"が高度に組織化された組織的な攻撃を行ったと考えられている。スポークスパーソンのアブ・マジャドは、ファタハ・ホークスの名においてイスラエルによるヤセル・アラファト"暗殺"に対する報復であると主張した。

### 2005年
1月9日にパレスチナ大統領選挙が行われ、マフムード・アッバス（通称 : アブ・マーゼン）が新大統領に選出された。アッバスはイスラエルとの平和的交渉とパレスチナの目的を達成するための非暴力を綱領とした。アッバスはパレスチナ武装勢力にイスラエルへの攻撃を停止するよう求めたが、イスラエルの侵攻からの保護を約束し、武力による武装解除は主張しなかった。
ガザ地区では紛争が続き6人のイスラエル市民が武装勢力によって殺害されると、アリエル・シャロンはパレスチナ自治政府との外交・安全保障上の接触をすべて凍結した。アサフ・シャリブ報道官は、「イスラエルは今日、国際的な指導者らにアッバスがテロを止めるための真の努力をするまで彼との会談は行わないと通告した。」と宣言した。接触凍結はアッバスが当選してから1週間も経たないうちに、しかも就任式の前日に行われた。パレスチナの交渉官であるサエブ・アリカットはこのニュースを確認し、「まだ就任もしていないのに、アッバスに責任を負わせることはできない。」と反論した。
国際的な圧力とイスラエルによるガザ地区への広範な軍事作戦の脅威を受け、アッバスはイスラエル人居住区へのカッサムロケットや迫撃砲の砲撃を防ぐため、予防治安部隊をガザ地区北部に配備するよう命じた。イスラエル人への攻撃は完全には止まらなかったが、この配備で被害は激減した。2月8日、エジプトのシャルム・エル・シェイクでエジプトとヨルダンを含む4カ国首脳会談シャルム・エル・シェイク首脳会議2005が開催され、シャロンとアッバスはイスラエルとパレスチナ自治政府の相互休戦を宣言。しかし、ハマスとイスラム聖戦は、休戦は彼らのメンバーを拘束するものではないと述べた。また、イスラエルは平和のためのロードマップを進める前にテロリストのインフラを解体するという要求を撤回しなかった。多くの人々が、この休戦は脆弱なものであるため休戦と静寂が守られることを確認しながら、ゆっくりと前進していかなければならないと警告した。
2月9から10日の夜、25から50発のカッサム・ロケットと迫撃砲の弾幕がネヴェ・デカリム入植地を襲い、正午にも別の弾幕が直撃した。ハマスによれば、これはイスラエル人入植地の近くでパレスチナ人1人が死亡した攻撃に対する報復であった。迫撃砲攻撃への対応として、アッバスはパレスチナの治安部隊に今後このような攻撃をやめるよう命じた。アッバスはまた、パレスチナ治安組織の上級指揮官を解雇した。2月10日、イスラエル治安部隊は、エルサレムのギヴァト・シャピラ（通称 : フレンチ・ヒル）でバスによる自爆テロ攻撃を行おうとしていたナブルス在住のパレスチナ人を逮捕した。
2月13日、アッバスはイスラム聖戦とハマスの指導者たちと会談し、支持と休戦の尊重を求めた。ハマスの指導者であるイスマイル・ハニヤ(Ismail Haniyah)は、「静穏に関する立場は変わらず、新たな違反や侵略の責任はイスラエルが負う。」と述べた。
6月中旬、パレスチナの過激派グループはスデロット上空で即席のカッサムロケットによる砲撃を強化した。この攻撃により、パレスチナ人とイスラエル人2人ずつと中国国籍の民間人1人が犠牲になった。相次ぐ攻撃により、イスラエル国内ではガザ地区等撤退の支持は低下した。 7月に入るとイスラム聖戦とアル・アクサ殉教者旅団によるイスラエルへの攻撃が増加し、12日に自爆テロ攻撃が海岸沿いの都市ネタニヤを襲い、5人の市民が死亡した。14日、ハマスがガザ地区内外のイスラエル人入植地を数十発のカッサムロケットで砲撃し始めイスラエル人女性が死亡した。15日、イスラエルは「標的殺害政策(Targeted Killing Policy)」を再開し、ハマスの武装勢力7人の殺害と施設およそ4カ所を爆撃した。一方、ハマスもイスラエル人入植地にロケット弾を撃ち込み続け、ハマス過激派とパレスチナ警察官との間でも街頭戦が発生し、2005年のシャルム・エル・シェイク首脳会議で合意された休戦協定が崩れる恐れがあった。さらにイスラエル国防軍もガザ地区周辺に装甲部隊を増強し始めた。

### インティファーダの終焉
第2次インティファーダの終了日については議論がある。終結を表す明確な出来事がなかったからだ。2005年に終結したというのが一般的な見方だが、インティファーダの出来事や統計を2007年まで含めている資料もある。
- イスラエルのジャーナリストであるセヴェル・プロッカー(Sever Plocker)のように、インティファーダは2004年末に終結したと考える論者もいる[141]。2004年11月のアラファトの死によって、パレスチナ人は過去30年ほど国際的に認められていた指導者を失い、その後インティファーダでは勢いを失い、ファタハ内部の対立だけでなくパレスチナ諸派間の内部抗争（特にファタハ-ハマス紛争）に発展した。
- 2004年6月に発表され2005年8月に完了したガザ地区等撤退は、パレスチナ出身のジャーナリストのラムジー・バルード(Ramzy Baroud)がインティファーダの終わりを告げるものとして引用している[142]。
- 2005年2月8日を第2次インティファーダの正式な終結とみなす見方もあるが、それ以降も依然として散発的な暴力はPAの管理下でも管理外でも続いていた[143][144]。この日、アッバスとシャロンはシャルム・エル・シェイクで会談し、互いへの攻撃を終わらせることを誓い合った[145][146]。さらに、シャロンは900人のパレスチナ人囚人の釈放とヨルダン川西岸の町からの撤退にも同意した。一方で、ハマスとパレスチナ・イスラム聖戦は停戦はパレスチナ自治政府の立場のみであるとして合意の当事者になることを拒否した[145][147]。その5日後、アッバスは反対する2つの組織と、イスラエルの違反には報復があるという条件付きで停戦を約束することで合意に達した[148]。

ハドソン研究所の中東平和安全保障センターで国際安全保障、戦略、外交を専門に研究するジョナサン・シャクター(Jonathan Schachter)主席研究員は、このインティファーダの終結時期を決定することの難しさを取り上げた。彼は、「自爆テロが第2次インティファーダに関連する暴力の最も重要な要素であることは間違いなく、この基準によればインティファーダは2005年中に終結した。」というのが最良の基準であると推論した。

## 第2次インティファーダの原因
第2次インティファーダは、リクード所属の首相候補であるアリエル・シャロンが神殿の丘あるいはハラム・アッシャリーフとして知られるユダヤ教とイスラームの聖域に1,000人以上の護衛とともに訪問したことがきっかけとなり、2000年9月28日に勃発した。訪問した際、シャロンは「神殿の丘は我々の手の中にあり、これからも我々の手の中にある。それはユダヤ教で最も神聖な場所であり、神殿の丘を訪れることはすべてのユダヤ人の権利である。」と述べている。
この訪問は、パレスチナ側に非常に挑発的な行動と受け止められ、パレスチナのデモ隊は警察に対して投石したが、イスラエル軍にゴム弾や催涙ガスで追い払われ、その地でパレスチナの暴動が発生し、イスラエル軍と民衆が衝突する結果となった。
一方、金曜礼拝である9月29日に勃発したとみなす場合もある。その日は、警察と軍が動員され、大規模な衝突が起こり多数の死者が発生した。

### ミッチェル・レポート
シャルム・エル・シェイク実態調査委員会（Sharm el-Sheikh Fact-Finding Committee）が2001年5月にレポートを発表した。いわゆるミッチェル・レポートにおいて、イスラエル政府は以下の通りに主張した。
暴動の直接的なきっかけは、2000年7月25日のキャンプ・デービッド交渉の決裂と、『国際社会においては難局に対するパレスチナ側の責任が広く認められている』。この見解では、パレスチナ人の暴力はPA指導部によって計画されたものであり、『外交の主導権を取り戻す手段としてパレスチナ人の死傷者を出すこと』を目的としていた。
同レポートによれば、PLOはインティファーダを計画したことを否定し、「キャンプ・デービッドは、イスラエルが地上での武力行使を交渉にまで拡大しようとする試みにほかならない。」と主張した。
また、レポートにはこうも書かれている。
PLOから見れば、イスラエルはデモ隊に対して過剰かつ違法な殺傷力の行使で騒乱に対応し、彼らからすればイスラエルがパレスチナ人の生命と安全を軽んじていることを反映した行動である。パレスチナ人にとって、9月30日にガザで撮影された、父親の後ろにうずくまるムハンマド・アル＝ドゥラーの映像は、そのような認識をさらに強めるものであった。
ミッチェル・レポートはこう結論づけた。
シャロンの訪問がアル＝アクサ・インティファーダを引き起こしたわけではない。しかし、タイミングが悪く挑発的な効果をもたらすことは予見されていたはずで、訪問を中止ように求めた人々によって実際に予見されていた。
さらに、
最初の機会に暴動を開始するというPAによる意図的な計画があったと結論づける根拠も、（訳注 : イスラエル政府が）殺傷力をもって対応する意図的な計画があったと結論づけることもできない。

## 第2次インティファーダについての見解
パレスチナ人は、アリエル・シャロンの訪問が第2次インティファーダの始まりだったと主張しているが、一方で、ヤセル・アラファトが蜂起を事前に計画していたと主張する者もいる。
ビル・クリントンのように、2000年7月に行なわれたキャンプ・デービッドの首脳会議での交渉失敗が原因で緊張が高まっていたと言う者もいる。コネチカット大学で政治学を研究するジェレミー・プレスマン(Jeremy Pressman)教授によれば、これはイスラエルにおいての常識であり、イスラエル外務省の見解でもある。しかし、ほとんどの主流メディアは、シャロン訪問が第2次インティファーダ開始時の暴動の引き金になったという見方をしている。イスラエル訪問後の暴動と衝突の最初の5日間で、イスラエル警察と治安部隊は47人のパレスチナ人を殺害、1,885人を負傷させ、パレスチナ人は5人のイスラエル人を殺害した。
パレスチナ人は第2次インティファーダを民族解放とイスラエルによる占領の終結を求める継続的な闘争の一環と認識している一方、多くのイスラエル人は当時のパレスチナ指導者ヤセル・アラファトによって扇動され、事前に計画されたパレスチナ人によるテロの波であると考えている。
アラファトとパレスチナ自治政府（PA）がインティファーダを事前に計画していたと主張する者もいる。彼らがよく引用するのは、2000年12月に当時のPA通信大臣であったイマド・ファロウジ (Imad Falouji)氏が行った演説で、インティファーダは7月のキャンプ・デービッドからアラファトが帰国したときから計画されていたものであり、シャロンの訪問よりもずっと前から計画されていたと説明している。 彼は「インティファーダはヤセル・アラファトが米国の条件を拒否してキャンプ・デービッド交渉から戻って以来、慎重に計画されていた。」と述べた。政治学者のデイヴィッド・サミュエルズ (David Samuels)はパレスチナ解放民主戦線の元軍事司令官であるマムドゥ・ノファル (Mamduh Nofal)言葉を引用し、9月28日以前に軍事的準備をしていた証拠を提供している。彼は、アラファトが「我々は戦いに行くのだから、準備しなければならない。」と語ったと回想している。。イスラエルのバラック首相は5月の時点で、IDFの狙撃兵を大々的に使用することで、インティファーダを阻止するための緊急時対応計画を策定していた。その結果、暴動の最初の数日間にパレスチナ人に多数の死傷者が出た。
アラファトがインティファーダを計画したという考えを支持するのはハマスの指導者マフムード・ザッハールもで、アラファトは2000年のキャンプ・デービッド首脳会議では自分の要求がすべて満たされることはないと悟ると、ファタハやアル・アクサ殉教者旅団だけでなくハマスにもイスラエルに対する軍事作戦を開始するように命じたと2010年9月に述べている。第2次インティファーダはアラファトによって計画された政治的な作戦であったというザッハールのこの証言は、ハマスの共同創始者であり指導者であるハッサン・ユーセフの息子シャイフ・モサブ・ハッサン・ユーセフが裏付けている。ユーセフ氏は「アラファトは被害者の国際的シンボルとして莫大な富を得ていた。しかし彼はその地位を放棄して、実際に機能する社会を構築する責任を引き受けようとはしなかった。」と主張した。
アラファトの寡婦スハ・アラファトが、2012年12月にドバイのテレビ番組でインティファーダが亡き夫の計画であることを証言したと報じられた。
「キャンプ・デービッド（交渉）が失敗した直後、私は帰国した彼にパリで会った。キャンプ・デービッドは失敗し、彼は私に『君はパリに残るべきだ』と言った。なぜかと尋ねると彼は『インティファーダを起こすつもりだからだ』と答えた。私がパレスチナを裏切ることを求めていた。『私たちの信念を諦めろと言うが、私はそんなことはしない』と言った。」と調査機関（MEMRI）はスハの言葉を翻訳した。
パレスチナ系アメリカ人の歴史研究家フィリップ・マタル (Philip Mattar)によれば、イスラエルが2000年夏にレバノンから撤退したことをアラブ人はイスラエルの敗北と解釈され、第2次インティファーダで採用された戦術に大きな影響を与えた。PLO高官ファルク・アル＝カドゥミは記者団に対して「我々は楽観視している。ヒズボラの抵抗は、自らの権利を取り戻そうとする他のアラブ人の模範となる。」と述べた。多くのパレスチナ高官は、インティファーダはイスラエルに圧力をかけるためにかなり前から計画されていたと公言している。アラファト自身がその発生を直接指示したかどうかについては議論があるが、彼が介入して歯止めをかけることはなかった。アラファトの個人顧問であるマンドゥ・ヌファル(Manduh Nufal)氏は2001年初め、インティファーダの勃発にパレスチナ自治政府が重要な役割を果たしたとの見解を示した。イスラエルの軍事的反応は、オスロ合意後の数年間にパレスチナ自治政府がパレスチナ国家の建設に備えて建設したインフラの大部分を破壊した。このインフラには、パレスチナ人の合法的な武装部隊が初めて含まれていた。約90の準軍事キャンプが設置され、パレスチナの若者らが訓練しており、占領地には訓練を受けて武装したパレスチナ人がおよそ4万人ほどいた。
2001年9月29日、タンジムの指導者であるマルワーン・アル＝バルグースィーはアル・ハヤトのインタビューでインティファーダに至るまでの自身の役割について述べた。
9月末が勃発前の最終期であることは知っていたが、シャロンがアル＝アクサー・モスクに到着したときが、インティファーダの勃発に最もふさわしい瞬間だった…。シャロンの訪問前夜、私は地元テレビ局のパネルに参加し、その機会をとらえて朝にアル＝アクサー・モスクに行くよう市民に呼びかけた。私はそれを終えて、午前中にアル＝アクサーに行った...。当時、アル＝アクサーの敷地内で衝突を起こそうとしたが他の人々と意見の相違が生じたためうまくいかなかった...。シャロンが去った後、私は2時間ほど他の人々と共にし、対応の仕方や、エルサレムだけでなくすべての都市でどのような対応が可能かについて話し合った。私たちは（パレスチナの）すべての派閥と連絡を取っていた。
また、アル＝バルグースィー（バルグーティ）はヒズボラの一件とイスラエルのレバノン撤退がインティファーダの一因であったとも公言している。
エルサレムを拠点に置くアメリカ人作家のネイサン・スロールは、エリオット・エイブラムスによる2001年から2005年にかけての交渉に関する内部証言から、暴力がイスラエルの自己満足を揺るがし、パレスチナの目標を推進する上で効果的な役割を果たしたという結論は避けられないとしている。米国のパレスチナ国家構想の支持、シャロンがイスラエルの首相として初めて同構想を肯定、イスラエルによる"占領"であると述べ、そして殺戮はイスラエルが長い間支配すると想像していたガザからの撤退を決定するほどだったからだ。しかし、アル・アクサ殉教者旅団の元指導者であるザカリア・ズバイディは、インティファーダはパレスチナ人にとって何も達成できなかった完全な失敗であると考えている。

## 死傷者数
第2次インティファーダの死傷者データはさまざまな情報源から報告されており、死者数に関しては概ね一致しているが、死傷者全体については種類によって数え方や分類が異なるため明確ではない。
まず、イスラエル人死者数のデータについては情報源に大きな違いはない。イスラエルの人権団体ベツェレムの報告によると、2008年4月30日までにパレスチナの攻撃によって1,053人のイスラエル人が死亡した。イスラエルのジャーナリストゼィヴ・シッフ(Ze'ev Schiff)は2004年8月のハアレツの記事内でイスラエル総保安庁の情報源として同じ数字を報告している。
現在進行中のパレスチナとの紛争におけるイスラエルの死者数は、先週1,000人を超えた。2000年9月29日に始まったこのインティファーダよりも多くのイスラエル人の命を奪ったのは、独立戦争とヨム・キプール戦争の2つだけである。6日間戦争で803人のイスラエル人が命を落とし、そのうちの738人はエジプト、シリア、レバノンとの国境沿いでの消耗戦で命を落とした。
イスラエル人によって殺害されたパレスチナ人の総数についても、ほとんど異論がない。ベツェレムの報告によれば、2008年4月30日までにイスラエル治安部隊によって殺害されたパレスチナ人は4,745人、イスラエル民間人によって殺害されたパレスチナ人は44人であった。また、2008年4月30日までに577人のパレスチナ人が同じパレスチナ人によって殺害されたと報告している。
2000年9月から2005年1月までの期間において、イスラエル人死亡者の69％が男性であったのに対し、パレスチナ人は95％以上が男性であった。Remember These Childrenによれば、2008年2月1日現在、119人の17歳以下のイスラエル人の子どもがパレスチナ人に殺害され、同じ期間に17歳以下のパレスチナ人の子ども982人がイスラエル人によって殺された。

### 戦闘員と非戦闘員の死者数
イスラエルの民間人対戦闘員の死者数についてベツェレムは2008年4月30日までに719人のイスラエル民間人が殺され、334人のイスラエル治安部隊員が殺されたと報告している。
| イスラエル人の総死亡者数 | パレスチナ人の総死亡者数 |
| イスラエル人死亡者の内訳 | パレスチナ人死亡者の内訳 |

この表はベツェレムの報告による犠牲者数に基づいている。なお、パレスチナ人によって殺害された577人のパレスチナ人はここに含まれていない。

ベツェレムの報告によると、2008年4月30日までにイスラエルの治安部隊によって殺害されたパレスチナ人4,745人のうち"敵対行為に参加してイスラエルの治安部隊によって殺害されたパレスチナ人"は1,671人（35.2％）だった。彼らの統計によると、"敵対行為に参加していない人"は2,204人（46.4％）であり、"敵対行為に参加していたかどうかは不明"と定義された死者数は870人（18.5％）だった。
ベツェレムの死傷者内訳の信頼性は疑問視され、その集計方法は様々な機関やいくつかの団体、研究者によって激しく批判されてきた。特に、エルサレム公共問題センターの上級研究員である退役イスラエル国防軍中佐ジョナサン・ダホア＝ハレヴィ(Jonathan Dahoah-Halevi)氏は、ベツェレムがテロ工作員や武装戦闘員を"戦闘とは無関係の民間人"として繰り返し分類していると主張する一方、イスラエル政府も死傷者データを収集・公表していないことを批判した。エルサレム・ポストの副編集長でありベンヤミン・ネタニヤフの元顧問であるキャロライン・グリック氏は、ベツェレムがパレスチナの暴徒やテロリストをあたかも無実の犠牲者であるとして誤報した例や、アラブ人が入植者による攻撃について証言を変えた際に公表しなかった例をいくつか指摘した。アメリカ中東報道精度委員会 (CAMERA)は、ベツェレムがアラブの戦闘員やテロリストを民間人の犠牲者として繰り返し分類していると指摘した。
一方、イスラエルのテロ対策国際政策研究所 (IPICT)は、「統計報告書サマリー」で2000年9月27日から2005年1月1日までにイスラエル国防軍によって殺害されたパレスチナ人2,773人のうち56％（1,542人）が戦闘員であったことを示している。さらに彼らのデータによると、406人のパレスチナ人が自国側の行動によって殺された。また、パレスチナ人によって殺された988人のイスラエル人のうち22％（215人）が戦闘員で、22人のイスラエル人が自国側の行動によって殺された。
IPICTは戦闘員総数に「戦闘員の可能性が高い者」を含めている。
「戦闘員の可能性の高い者」とは、武力衝突が起こっていた場所と時間に殺害された人物で、（確実ではないが）戦闘に積極的に参加していた可能性が高い人物のことである。たとえば、ある事件で多数のパレスチナ人が犠牲となった場合、イスラエル兵が特定の場所から発砲した銃撃に応戦し、その個人が死亡したという情報しか得られないことが多い。殺害された人物が戦闘に参加しておらず、たまたま戦闘に参加していた人々の近くにいただけの可能性もあるが、そのような偶然の死者数は特別多くないと考えるのが妥当である。事件の証言がこのような偶然を裏付けていると思われる場合は、個々の死傷者は疑わしきは罰せずとし、非戦闘員の身分を与えられた。—2002年9月の報告書より
同じ2002年IPICT報告書の中に、IPICTが分類した2002年9月までのパレスチナ人死亡者の戦闘員内訳を示す円グラフがある。以下は、2002年9月までの戦闘員総数の割合を出すために使われたグラフの統計である。
| 戦闘員                 | パレスチナ人の死者全体に占める割合 |
| ---------------------- | ---------------------------------- |
| 確実に戦闘員である者   | 44.8%                              |
| 戦闘員の可能性の高い者 | 8.3%                               |
| 暴力的なデモ参加者     | 1.6%                               |
| 総戦闘員数             | 54.7%                              |

2004年8月24日、ハアレツの記者ゼィヴ・シッフはイスラエル総保安庁のデータに基づく犠牲者数を発表した。記事は「イスラエル国防軍が集計した数字と2、3人の死傷者の食い違いがある。」と伝えている。
以下は、その記事で紹介された数字の要約である：
- 第2次インティファーダでは、パレスチナ人の攻撃によって1,000人以上のイスラエル人が殺された。
- パレスチナの情報筋は、インティファーダで2,736人のパレスチナ人が死亡したと主張している。
- イスラエル総保安庁は2,124人のパレスチナ人の死者の名前を把握している。
- 死者数2,124人のうち、イスラエル総保安庁は以下の組織に所属させた：
  - ハマス戦闘員 : 466人
  - ファタハ系タンジム（英語版）とアル・アクサ殉教者旅団 : 408人
  - イスラム聖戦 : 205人
  - パレスチナの治安部隊（フォース17、パレスチナ警察、情報総局、反警備組織など） : 334人

この記事には、殺された人物が戦闘員かどうかは書かれていない。以下はその引用である：
パレスチナ治安部隊（フォース17、パレスチナ警察、情報総局、反警備組織など）は今回の紛争で334人の隊員を失ったとイスラエル総保安庁の数字は示している。
ヨルダン川西岸地区でのパレスチナ人犠牲者に関するIDFの統計に対する反論として、ベツェレムは殺害されたパレスチナ人の3分の2は戦闘に参加していなかったと2004年に報告している。
ベツェレムは2003年まで、「戦闘員」と「非戦闘員」ではなく「民間人」と「パレスチナ武装組織のメンバー」で分類していたため、一部の親イスラエル派から批判を招いた。現在ではベツェレムは「民間人」という表現を使わず、代わりに殺害された人々を「死亡時に戦闘に参加していた者」または「戦闘に参加していなかった者」と表現している。
また、パレスチナ自治政府はインティファーダを通じて、非武装の男性、女性、子ども、老人を弾道上に置いており、テレビ、ラジオ、説教、モスクの拡声器からの呼びかけによって反占領デモの時間と場所を告知するのは、この目的のために行われていると主張する者もいる。
2009年、歴史家ベニー・モリスは回顧録One State, Two Statesの中で、2004年までのパレスチナ人の死者の約3分の1は民間人であったと述べている。

### パレスチナ人によるパレスチナ人殺害
ベツェレムによると、2008年4月30日までにパレスチナ人によって殺害されたパレスチナ人は577人いた。そのうち120人は"イスラエルとの協力が疑われたためにパレスチナ人に殺されたパレスチナ人"である。ベツェレムは、パレスチナ人によって殺されたパレスチナ人の死亡リストを、死亡状況の詳細とともに管理している。死亡した状況には、十字砲火、派閥抗争の巻き添え、拉致、イスラエルに協力した疑惑によるものなどがある。
その他のパレスチナ人によるパレスチナ人の殺害について、2003年1月のThe Humanist誌の記事はこう伝えている：
この10年以上、パレスチナ自治政府は、協力者、デモ参加者、ジャーナリストなどを含む民間人を、罪状も公正な裁判もなしに日常的に殺害し、パレスチナの人権と市民の自由を侵害してきた。この間、イスラエルとパレスチナ双方の治安部隊によって殺害されたパレスチナ市民の総数のうち、16％がパレスチナ治安部隊の犠牲者であった。

（中略） フリーダム・ハウスが毎年行っている政治的権利と市民の自由に関する調査Freedom in the World 2001-2002によると、インティファーダの混乱した性質とイスラエルの強い報復は、イスラエル統治下における　パレスチナ人の生活環境の悪化をもたらした。同調査はこう述べている：

市民の自由が低下した理由は次のようなものである。パレスチナの治安部隊によるパレスチナ市民の射殺、パレスチナ自治政府（PA）による（訳註 : イスラエルの）協力者とされる人物の略式裁判と処刑、民兵による協力者と疑われる人物の超法規的殺害、パレスチナ人の若者がイスラエル兵と対峙することを公式に奨励し、その結果、彼らが直接的な危険に曝されるようになった。
パレスチナの内部暴力は今回のインティファーダと前回のインティファーダの間、イントラファーダ(Intra-fada)と呼ばれてきた。

## 余波
2006年1月25日、パレスチナの立法評議会の総選挙が行われ、ハマースが74議席を勝ち取り、ファタハは45議席、その他の政党と無所属は13議席に終わった。ハマースはアメリカと欧州連合により正式にテロ組織として扱われているので、ハマースがパレスチナ自治政府で政権を握った場合は、テロ組織への支援を禁止する法令により自治政府への国際的な基金が危険にさらされる可能性がある。
6月9日、ガザの海岸でGhalia一家7人が爆発で亡くなる事件が発生した。爆発の原因は不明だが、ハマースは2005年に交わした停戦協定の終了を宣言し、イスラエルへの攻撃を再開すると表明した。パレスチナは、イスラエルがガザ北部で砲撃を行ったことが事件につながったと非難した一方で、イスラエルの調査では潔白が明らかになった。
6月25日、パレスチナ過激派により前哨基地が攻撃され、銃撃戦によりイスラエル兵士2人、パレスチナ過激派3人が死亡した。イスラエルのギルアド・シャリート伍長が捕虜となり、イスラエルは無傷で解放せねば直ちに軍事的に報復すると警告した。6月28日の未明に、イスラエルの戦車、アチザリットと部隊がガザ地区に侵攻し、わずか数時間で空軍が主要な橋2つと唯一の発電所を破壊して効果的と水と電気を遮断した。ガザ・イスラエル紛争の第一段階である夏の雨作戦が開始され、
インティファーダとは独立して継続した。
2006年11月26日、イスラエルとパレスチナ自治政府との間で停戦が発効した。2007年1月10日のロイターの記事では、「ハマースは11月26日の休戦協定に大いに従い、ガザ地区におけるイスラエルとパレスチナの暴力が落ち着いている。」と報じられた。

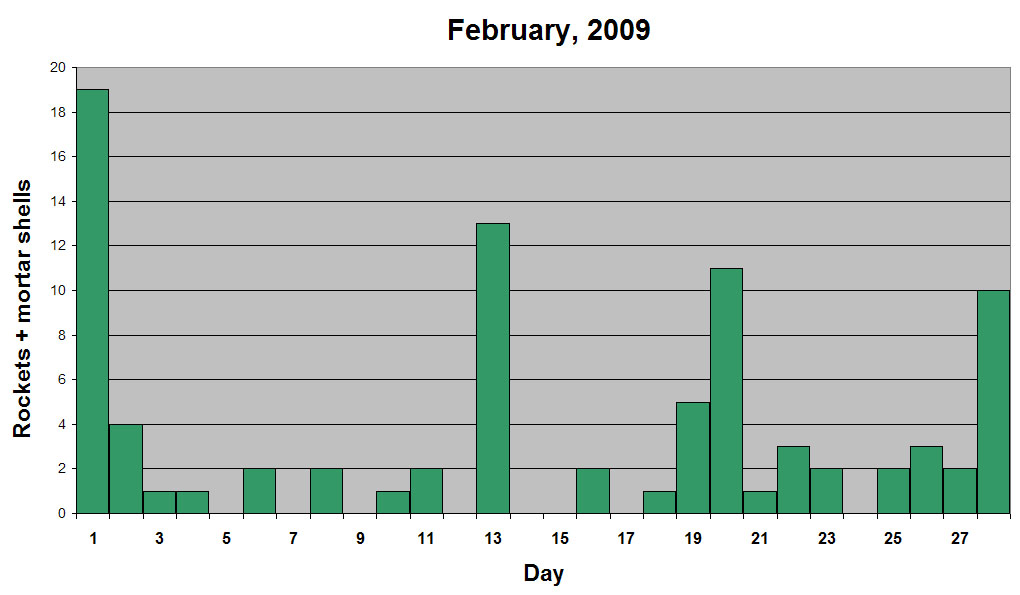
ガザ地区からイスラエルへのロケット攻撃と迫撃砲攻撃（2009年2月）

ガザ地区からのロケット攻撃の報復として、イスラエルがハマースの構成員と建物を目標とした「キャストレッド作戦」と呼ばれる軍事作戦を実行し、イスラエルとパレスチナの紛争が激化して、ガザ紛争が2008年12月27日（現地時間で11時30分、UTCで9時30分）に勃発した 。この作戦は、ハマース首脳やアラブ世界のメディアからは「ガザ虐殺」と呼ばれる。
2009年1月17日、イスラエルがガザ地区からのロケット攻撃や迫撃砲の攻撃をやめることを条件に一方的な停戦を表明し、数日後には撤退を開始した。ハマースもまた、撤退完了と検問所の開放を条件に停戦を表明した。これまでのところ、イスラエルは停戦違反と見なしていないが、ガザ地区からの迫撃砲攻撃が減少し続けている。攻撃頻度は上のグラフから読み取ることができる。データはタイムラインに対応しており、主にハアレツの報道（2月1日 - 2月28日）を参考にしている。
2006年を通して暴力行為が続いた。12月27日、イスラエルの人権団体ベツェレムは、インティファーダに関する年次報告を発表した。それによると、パレスチナ人660人（2005年の3倍以上）とイスラエル人23人が2006年に亡くなった。12月28日のハアレツの記事で「死者のおよそ半数の322人は死亡時に戦闘に参加してはいなかった。そのうち22人が暗殺され、141人が未成年者だった。」と報じられた。660人のうち405人が2006年6月28日から11月26日まで続いたガザ侵攻で亡くなった。

## 作戦
第1次インティファーダが主に大規模な抗議行動やゼネストを中心としたパレスチナ市民の蜂起であったのとは異なり、第2次インティファーダはパレスチナ武装勢力とイスラエル国防軍との間の武力紛争へと急速に発展した。パレスチナの戦術はイスラエルの民間人・兵士・警察・その他の治安部隊に焦点を当て、攻撃方法には自爆テロ、イスラエルに向けたロケット弾や迫撃砲の発射、兵士や子どもを含む一般市民の拉致、銃撃、暗殺、刺傷、投石、リンチなどが含まれていた。
イスラエルの戦術には、国境検問所の設置や、特定の地域における厳しい外出禁止令の施行によるパレスチナ人の動きの抑制が含まれていた。警察や刑務所などのパレスチナ自治政府へのインフラ攻撃は、反イスラエルデモやイスラエルへの攻撃を抑圧することをパレスチナ自治政府に強制するための一つの手段であった。

### パレスチナ
暴力に関与する過激派グループには、ハマス、イスラム聖戦、パレスチナ解放人民戦線（PFLP）、アル・アクサ殉教者旅団などがある。パレスチナによる最も致死的な作戦は自爆テロだった。自爆テロは主に、単発または二重爆弾として"ソフトな標的"、あるいは"軽く固められた標的"（検問所など）に対して行われ、イスラエル人の戦費を引き上げてイスラエル社会全体の士気を低下させようとした。これらの攻撃の殆どは民間人を標的にしたものであり、公共交通機関、レストラン、ショッピングモール、市場など、イスラエル国内の混雑した場所で行われた。
一般的な自爆テロとは異なるひとつの大きな特徴は、自爆爆弾を子どもが運ぶことであった。この方法は米国やアムネスティ・インターナショナルなどの人権団体から非難を浴びただけでなく、多くのパレスチナ人や中東の報道機関の多くからも非難を浴びた。最年少のパレスチナ人自爆テロ犯は、アル・ドーハ村出身の16歳の高校生イッサ・ブデイル（Issa Bdeir）でリション・レツィヨンの公園で自爆して10代の少年と老人を殺害し友人や家族に衝撃を与えた。最年少の自爆テロ未遂者は14歳で、テロ実行直前にフワラ検問所で兵士に捕まった。
過激派グループはイスラエル国内およびパレスチナ自治区においてイスラエル軍や民間人を標的に、奇襲、狙撃、自爆などの戦術を駆使したゲリラ運動を展開した。軍事装備はほとんどが輸入品であったが、一部の軽火器、手榴弾、爆発物ベルト、アサルトライフル、カッサム・ロケットは自分たちで生産していた。加えて、イスラエル軍の装甲車に対する遠隔操作の地雷の使用も増加し、貧弱な武装集団の間で頻繁に用いられた。自動車に爆弾を積む方法はイスラエルの装甲車や検問所のような丈夫な標的に対してしばしば使用された。また、走行中の車から銃撃する手口は1,500件以上実行され、インティファーダの最初の年だけでも75人を殺害した。
2004年5月、イスラエル国防相シャウル・モファズはイスラエル国防軍兵士の遺体の回収を阻止するために、国際連合パレスチナ難民救済事業機関（UNRWA）の救急車がイスラエル兵の遺体搬送に使われたと主張した。また、ロイター通信は負傷していない武装集団が国連のマークのついた救急車に乗り込んで搬送する映像を報じた。UNRWAは当初、救急車が武装勢力を運んでいることを否定していたが、後に運転手が武装した男たちに脅されて従わざるを得なかったと報告した。ただし、UNRWAは救急車がイスラエル兵の遺体の一部を運んだことについては現在も否定している。
同年8月、イスラエルはナーブルス近郊のハワラ検問所でイスラエル国防軍が採用した高度な爆発物探知装置が、パレスチナ人が運転する救急車が爆発物を運搬しているのを発見したと発表した。
ヨルダン川西岸とガザ地区におけるイスラエルの政策に対する非暴力的な抗議行動を含むパレスチナ人の反応の一部は、主にビルリン村とその近郊で行われている。ベイトサフールを拠点に活動するパレスチナ和睦センター（Palestinian Centre for Rapprochement）のような組織は、暴力を伴わない抗議を推進している。そのほか、国際連帯運動のような組織も非暴力な抗議運動を公式に提案している。こうした活動の中には、ビルリン、ビッドゥ、ブドゥルスといった村々で毎週行われているヨルダン川西岸地区の分離壁に対する抗議活動のように、外国籍の人々やイスラエル人と協力して行われているものもある。このようなモデルの抗議運動はベイト・シラ、ヘブロン、サファ、ニレインといった他の村にも拡大していった。イスラエルがジェニンとナーブルスに再侵攻している最中であった2002年5月には、2人のパレスチナ人クリスチャンによって『パレスチナにおける非暴力抵抗戦略の呼びかけ』が発表された。
非暴力的な抗議運動がイスラエルの軍事力と鉢合わせることもある。例えば、アムネスティ・インターナショナルは「10歳のナジ・アブ・カマル（Naji Abu Qamer）、11歳のムバラク・サリム・アル＝ハシャシュ（Mubarak Salim al-Hashash）、13歳のマフムード・タリク・マンスール（Mahmoud Tariq Mansour）の3人は、2004年5月19日午後早くにガザ地区のラファでイスラエル軍の戦車と攻撃ヘリコプターから発射されたミサイルによって殺害された8人の非武装デモ参加者に含まれており、この攻撃で他の非武装デモの参加者数十人が負傷した。」と指摘している。イスラエル軍と政府当局は、デモ隊がイスラエル軍の陣地に向かって進むのを阻止するために戦車は近くの空きビルを砲撃し、ヘリコプターは近くの空き地でミサイルを発射したと述べている。

### イスラエル

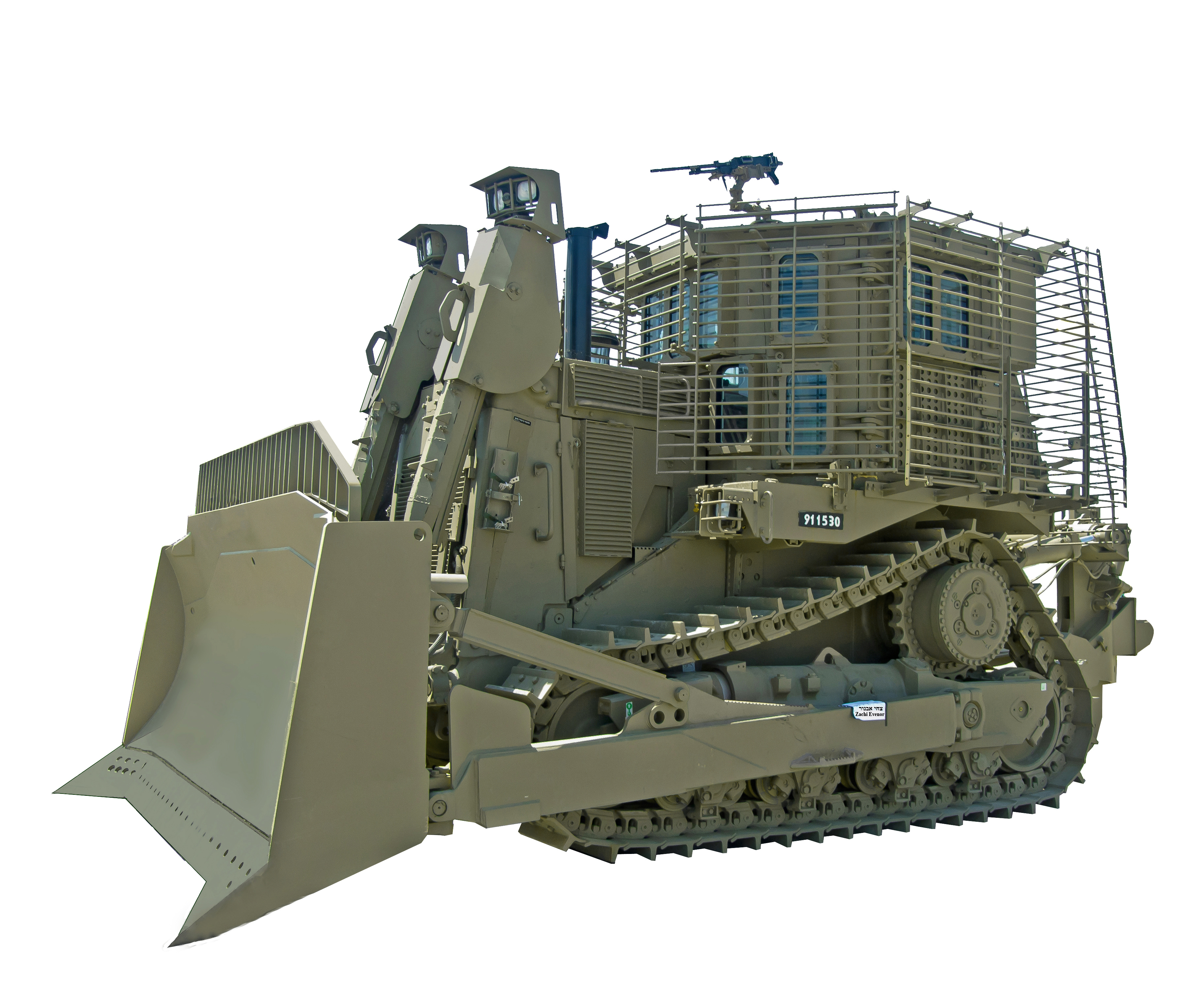
装甲ブルドーザーのIDFキャタピラーD9

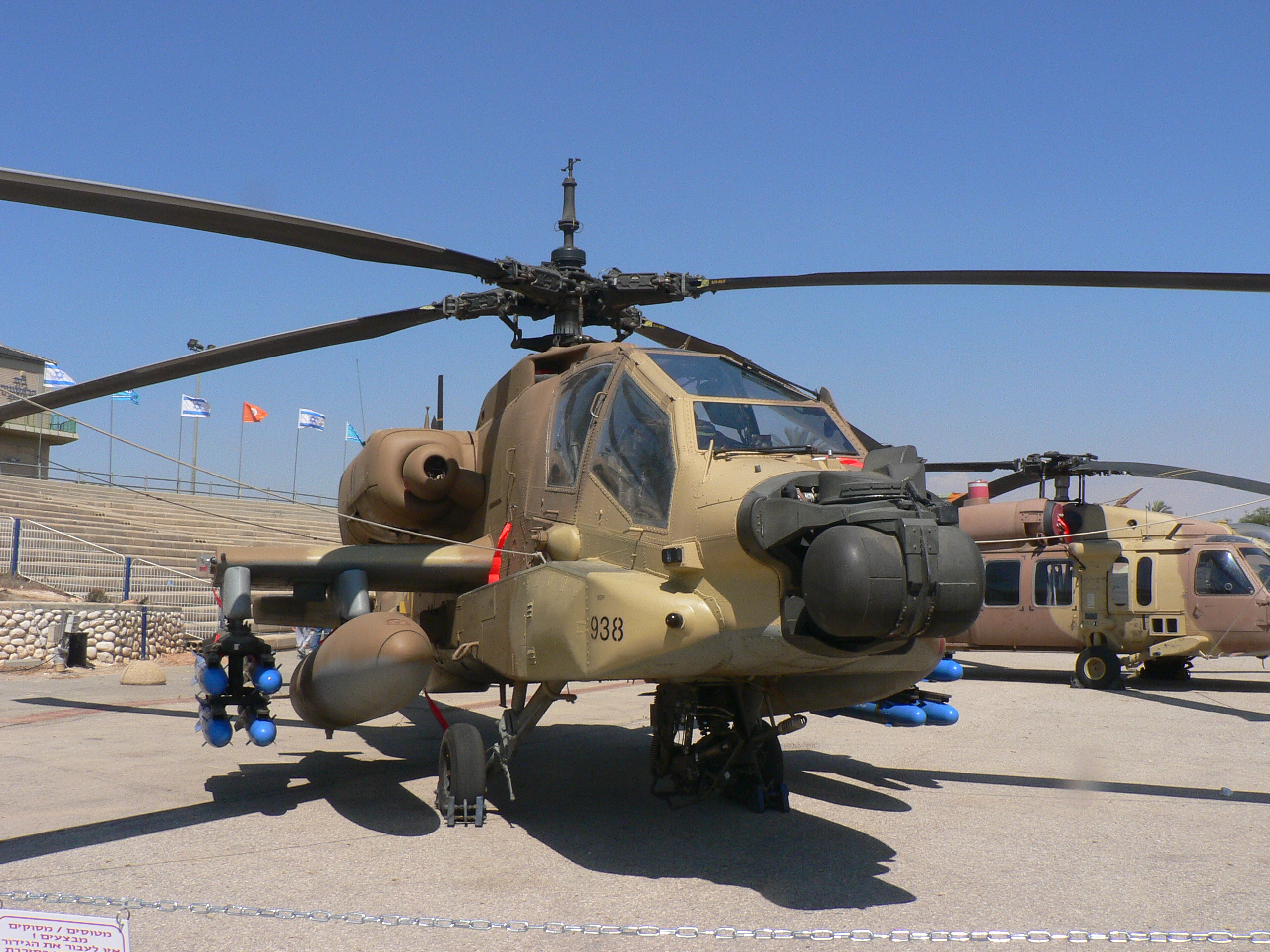
イスラエル航空宇宙軍 (IAF) のAH-64 アパッチ

IDFは、ヨルダン川西岸地区とガザ地区で非常に効果的な都市戦闘戦術を採用し、過激派の標的に対する侵攻作戦を展開することでパレスチナの攻撃に対抗した。IDFは部隊の安全を重視し、メルカバ重戦車や装甲兵員輸送車などの重装甲装備、F-16戦闘機、ドローン機、攻撃ヘリコプターなど様々な軍用機で過激派の標的を空爆した。地上戦は十分な武装と訓練された歩兵によって軒並み行われ、訓練による技術、装備、兵士の人数が優れてたIDFは市街戦で優勢だった。イスラエルの作戦はパレスチナの武装勢力に大きな損害を与えたが、それと同時に民間人の犠牲者が出ることが多かったため、作戦はしばしば国際的批判を浴びた。武器製造に使われているとイスラエルに疑われたパレスチナの金属加工店やその他の事業施設は、ガザ地区の密輸トンネルと同様に定期的に空爆の標的になった。
イスラエルが使用する装甲ブルドーザーIDFキャタピラーD9は、ブービートラップやIEDの処理、イスラエル軍への銃撃に使われたエジプトとの国境沿いの家屋の破壊、緩衝地帯の作成など、ヨルダン川西岸での軍事作戦を支援するために日常的に使われていた。2005年2月までイスラエルは自爆テロを行った者の家族に避難勧告を出した後、彼らが住む家を取り壊す政策をとっていた。この作戦は、一軒家に住むパレスチナ人の数がかなり多いこと、破壊された家屋が大量であること、家屋取り壊しによる巻き添え被害があることなどからより一層の論議を呼ぶようになった。家屋の取り壊しを防ぐために、自爆テロに関する情報をイスラエル軍に提供する家族も出始めたが、そういったことをする人物にパレスチナ自治政府、あるいはパレスチナの武装勢力によって超法規的に対敵協力の罪で処刑されたり、その他の処罰を受ける危険性があった。この問題を調査していたイスラエル国防軍の委員会は、この政策が国際的なイスラエルのイメージやパレスチナ人の反発を生むコストを正当化できるほど効果的ではなかったとして、廃止するよう勧告した。
地上と空中での完全な優勢を背景にイスラエル軍と警察による大量逮捕が定期的に行われ、イスラエルの刑務所には常時約6,000人のパレスチナ人囚人が収容され、その約半数はイスラエルの法律に従い最終的な起訴なしに一時的に拘束されていた。
イスラエルによる軍事的な夜間外出禁止令、つまり市民地域を長期にわたって封鎖する作戦はインティファーダを通じて広範囲に用いられた。ナーブルスでは連続100日以上にわたる最も長い期間の外出禁止令が発令され、人々が食料を手に入れたり用事を済ませることが許可されたのは通常1日2時間以下だった。
イスラエル国防軍の治安検問所や道路封鎖がパレスチナの都市内や都市間に設置され、すべての人や車両が通行する際には保安検査を受けた。イスラエルは、これらの検問所は過激派組織や武器の移動を阻止するために必要であると説明した。しかし、一部のパレスチナ人、イスラエル人、国際的なオブザーバーや組織は、検問所は過剰で屈辱的であり、占領地の人道的状況を悪化させる主な原因であると批判している。また、イスラエルの治安状況によっては輸送が数時間遅れる可能性もあった。さらに、狙撃や監視のために建築されたスナイパータワーはイスラエルが撤退する前のガザ地区で広く使われていた。
イスラエルは差し迫った脅威を排除して後続の攻撃を抑止するために、組織的なイスラエル人に対する攻撃に関与したパレスチナ人を暗殺する「標的殺害政策」を広範に使用し、その実行には主に空爆とシンベットによる秘密作戦に頼っていた。シンベットはすべての自爆テロを阻止することは不可能だが、作戦指揮官、リクルーター、運び屋、武器調達者、隠れ家の管理者、資金源となる密輸業者など自爆テロの背後にある共謀的インフラを直接攻撃することで自爆テロを阻止できると判断し、標的を絞った殺害戦略を提唱した。イスラエルは都市部での暗殺に攻撃ヘリコプターを使用し、しばしば民間人に犠牲者を出したことで批判された。けれども、イスラエルは過激派の指導者たちが人口密集地で市民の間に隠れることで、自然に人間の盾になっていると反論した。インティファーダ中の標的を絞った殺害によってパレスチナ指導部は大きな損害を被った。
このやり方は国際社会から法を逸脱した処刑であるとして広く非難されているが、イスラエル高等裁判所はテロに対する自衛の正当な手段であるとの判決を下している。民間人を危険に曝すとして標的殺害政策を批判する者も多いが、支持者は双方の民間人の犠牲を減らすことができると考えている。
ガザ地区からの度重なるロケット弾攻撃に対応するため、イスラエル海軍は海上封鎖を敷いた。また、イスラエルはエジプトと連携して国境とガザの領空を閉鎖し、地区に入るすべての人道物資を陸路で移送する前にも保安検査を行った。建設資材は地下壕の建設に使用される可能性があるため搬入禁止とされた。封鎖はガザの市民に対する"集団的懲罰"の一形態であるとして国際的に批判された。

## 国際社会の関与
国際社会は長らくパレスチナ問題に関与しており、第2次インティファーダが勃発してからもひたすら拡大している。現在のイスラエルは、アメリカ合衆国から軍事支援として毎年30億ドルを融資保障なしに受けており、産業国家として発展しつつも、1976年以降、アメリカ合衆国による毎年の外国への支援で最大の規模を保っていて、かつ、唯一、用途の報告義務が存在しない。パレスチナ自治政府は、アメリカ合衆国からの軍事支援として毎年1億ドル、世界の財政支援として20億ドルを受けており、その中にはアラブ連盟からの5億2600万ドル、欧州連合からの6億5100万ドル、アメリカ合衆国からの3億ドル、世界銀行からの約2億3800万ドルが含まれる。国際連合によれば、パレスチナ自治区は人道支援の対象で上位に入っている。
さらに, International Solidarity Movement（パレスチナ側）、American Israel Public Affairs Committee（イスラエル側）といった民間団体が関与を深めつつある。
1980年代後半の第1次インティファーダを支援したのと同じように、2001年と2002年のアラブ連盟サミットで、アラブ国家は第2次インティファーダに対する支援を誓約した。

## オスロ合意の影響
第2次インティファーダが勃発してから、バスなどの公共交通機関の利用者を意図的に狙った自爆攻撃が強調され、オスロ合意に対してイスラエル社会で不満が高まりつつある。2000年5月（オスロ合意から7年後、第2次インティファーダ勃発の5ヶ月前）、テルアビブ大学のthe Tami Steinmetz Center for Peace Researchによる調査によれば、イスラエル人の39%が支持し、32%が数年以内に和平がなされると考えていたという。しかし、2004年5月では、26%がオスロ合意を支持し、18%が数年以内に和平がなされると考えていた（それぞれ13%、16%減少している）。さらに、その後の調査で、80%以上がイスラエル国防軍による第2次インティファーダへの軍事的な対処が成功であると考えていたことが判明した。

## 経済的な損失

### イスラエル
イスラエルの商業は、特に観光の激減で、莫大な悪影響を被った。イスラエルの商工会議所の代表の推計によれば、 イスラエル経済の累積損失は、2002年の年間GDP1220億ドルに対して、1500億から2000億シェケル（35億から45億ドル）の危機によるとされる。イスラエル国防軍やイスラエル総保安庁の取り組みの結果、自爆攻撃が大幅に減少して、2005年以降は回復している。

### パレスチナ自治政府
国際連合中東和平担当特別調整官の推計によれば、パレスチナ経済の損失は、年間のGDP45億ドルに対して、2002年の第1四半期で11億ドルとされる。